# Jean-Sébastien Bach
Pour les articles homonymes, voir Johann Sebastian Bach (homonymie), Johann Bach (homonymie) et Bach (homonymie).
Ne doit pas être confondu avec Sebastian Bach.
Œuvres principales
- Toccata et fugue en ré mineur (entre 1703 et 1707)
- Air (vers 1720)
- Concertos brandebourgeois (1721)
- Le Clavier bien tempéré (1722 et 1744)
- Passion selon saint Jean (1723)
- Passion selon saint Matthieu (1729)
- Messe en si mineur (1733 à 1749)
- Variations Goldberg (1742)
- L'Art de la fugue (1742 à 1750)
- L'Offrande musicale (1747)

Jean-Sébastien Bach (en allemand : Johann Sebastian Bach) est un compositeur et musicien allemand né le 21 mars 1685 (31 mars dans le calendrier grégorien)  à Eisenach dans le duché de Saxe-Eisenach et mort le 28 juillet 1750 à Leipzig.
Membre le plus éminent d'une famille de musiciens, sa carrière se déroule entièrement en Allemagne centrale, dans sa région natale, au début au service de petites municipalités et de cours princières sans importance politique, puis du conseil municipal de Leipzig, qui lui manifeste peu de considération : ainsi, jamais il n'obtient un poste à la mesure de son génie et de son importance dans l'histoire de la musique occidentale, malgré la considération de certains souverains allemands, tel Frédéric le Grand, pour le « Cantor de Leipzig ».
Sa première formation est assurée par son père, Johann Ambrosius Bach. Mais, du fait de la mort de ce dernier, c'est le frère aîné de Jean-Sébastien, Johann Christoph Bach, qui poursuit cet apprentissage, qui se fait également de manière autodidacte : Jean-Sébastien, passionné de son art, copie et étudie sans relâche les œuvres de ses prédécesseurs et de ses contemporains, développant sa science de la composition et particulièrement du contrepoint jusqu'à un niveau inconnu avant lui et, depuis lors, jamais surpassé. Jean-Sébastien Bach est un virtuose de plusieurs instruments, le violon et l'alto, mais surtout le clavecin et l'orgue. Sur ces deux derniers instruments, ses dons exceptionnels font l'admiration et l'étonnement de tous ses auditeurs ; il prétend tout jouer à première vue et peut improviser sur-le-champ une fugue à trois voix. Il a aussi une compétence reconnue et très sollicitée en expertise de facture instrumentale.
À la croisée des principales traditions musicales européennes (allemande, française et italienne), il en opère une synthèse très novatrice pour son temps. Bien qu'il ne crée pas de forme musicale nouvelle, il pratique tous les genres existant à son époque, à l’exception de l’opéra : dans tous ces domaines, ses compositions, dont seules une dizaine sont imprimées de son vivant, montrent une qualité exceptionnelle en invention mélodique, en développement contrapuntique, en science harmonique, en lyrisme. 
La musique de Bach réalise l'équilibre parfait entre le contrepoint et l'harmonie, avant que cette dernière prenne le pas à partir du milieu du XVIIIe siècle. Il est, en particulier, le grand maître de la fugue, du prélude de choral, de la cantate religieuse et de la suite, qu’il a portés au plus haut degré d’achèvement. La principale destination de ses œuvres dépend beaucoup des fonctions exercées : pièces pour orgue à Arnstadt, Mühlhausen ou Weimar, de chambre et orchestrales à Cöthen, religieuses à Leipzig notamment.
Jean-Sébastien Bach, issu d'un milieu luthérien, est inspiré d’une profonde foi chrétienne. Ses contemporains le considèrent souvent comme un musicien austère, trop savant et moins tourné vers l’avenir[Exemple/sens ?] que certains de ses collègues. Il forme de nombreux élèves et transmet son savoir à plusieurs de ses fils musiciens pour lesquels il compose quantité de pièces à vocation didactique, ne laissant cependant aucun écrit ou traité. Mais la fin de sa vie est consacrée à la composition, au rassemblement et à la mise au propre d’œuvres magistrales ou de cycles synthétisant et concrétisant son apport théorique, constituant une sorte de « testament musical ».
Son œuvre, comprenant plus de mille compositions, peu connue de son vivant au-dehors de l'Allemagne, passée de mode et plus ou moins oubliée après sa mort, puis pleinement redécouverte au XIXe siècle, est généralement considérée comme l'aboutissement et le couronnement de la tradition musicale du baroque : elle fait l’admiration des plus grands musiciens, conscients de son extraordinaire valeur artistique. Objet d'un véritable culte chez de nombreux musicologues et musiciens, Jean-Sébastien Bach est considéré, depuis sa redécouverte au XIXe siècle, comme un des plus grands compositeurs de tous les temps, si ce n'est comme le plus grand.

## Biographie

### Origines
Comme nombre de musiciens des XVIIe et XVIIIe siècles, Jean-Sébastien Bach est issu d'une famille de musiciens : mais la famille Bach — peut-être venue de Hongrie au XVIe siècle et implantée en Thuringe pour pouvoir y pratiquer librement sa confession luthérienne — est la plus nombreuse de toutes.
Un document, probablement établi par Jean-Sébastien Bach lui-même, donne des informations sur la généalogie et la biographie de cinquante-trois musiciens membres de cette famille ; il est intitulé Ursprung der musicalisch-Bachschen Familie (Origine de la famille des Bach musiciens) et trois copies existent, à défaut du manuscrit autographe.
De fait, cette famille exerce une sorte de monopole sur toute la musique pratiquée dans la région : ses membres sont musiciens de ville, de cour, d'église, cantors, facteurs d'instruments, dominant la vie musicale de toutes les villes de la région, notamment Erfurt, Arnstadt, etc. Chaque enfant a donc son destin déterminé : recevoir l'enseignement de son père, de ses oncles ou d'un frère aîné, puis suivre leur trace, celle de ses ancêtres et de ses nombreux cousins.
L'ancêtre Veit Bach, que quatre générations séparent de Jean-Sébastien, aurait été meunier, boulanger et joueur de cithare. Son fils Hans Bach est le premier musicien professionnel de la famille, et a trois fils également musiciens : Johann (1604-1673), Christoph (1613-1661) et Heinrich (1615-1692) ; parmi les enfants de Christoph, on trouve des frères jumeaux : Johann Christoph (1645-1693) et Johann Ambrosius (1645-1695), le père de Jean-Sébastien, nés à Erfurt, qui est une des villes de résidence de la famille.

### Eisenach

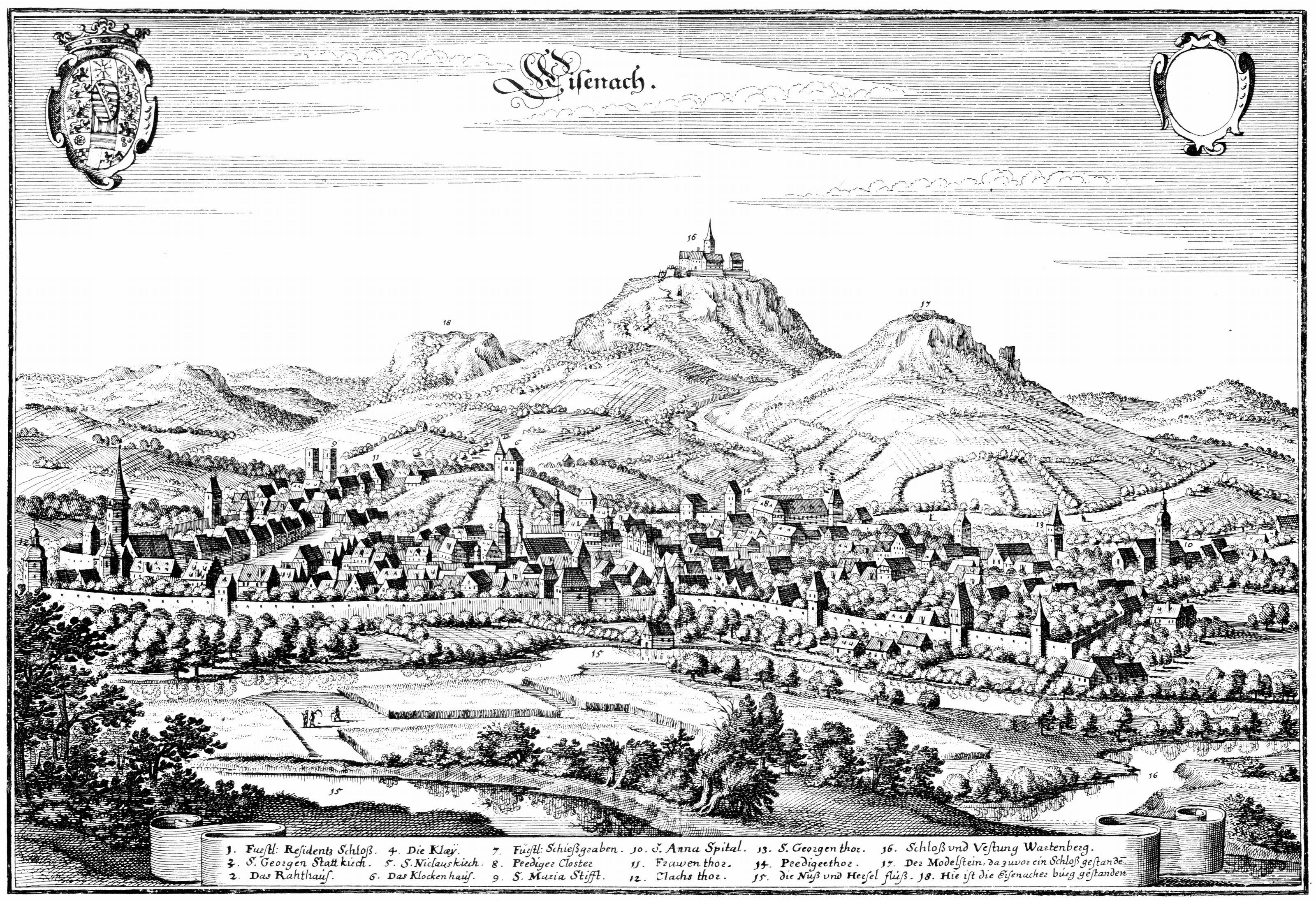
Eisenach en 1647.

Jean-Sébastien Bach naît à Eisenach le 21 mars 1685, selon le calendrier julien alors en usage dans l'Allemagne protestante, soit le 31 mars 1685 selon le calendrier grégorien adopté en Allemagne le 18 février 1700 (qui devient le 1er mars 1700),, dans une maison à ce jour disparue, proche de l'actuel musée Jean-Sébastien Bach d'Eisenach.

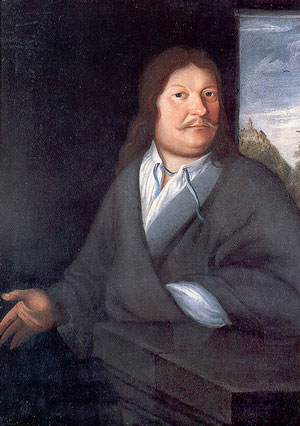
Johann Ambrosius Bach, le père de J.-S. Bach.

La famille Bach est réputée pour ses musiciens, car les Bach qui pratiquent cette profession à l'époque sont déjà au nombre de plusieurs dizaines, exerçant comme musiciens de cour, de ville ou d'église dans la Thuringe. Jean-Sébastien Bach se situe à la cinquième génération de cette famille depuis le premier ancêtre connu, Veit Bach, meunier et musicien amateur de confession protestante qui, fuyant des persécutions religieuses en Hongrie ou en Slovaquie, s'installe dans la région, à Wechmar, au XVIe siècle.
Jean-Sébastien Bach est le dernier des huit enfants (quatrième survivant) de Johann Ambrosius Bach (1645-1695), trompettiste à la cour du duc et Haussmann, c'est-à-dire musicien de ville, et de son épouse Elisabeth, née Lämmerhirt, originaire d'Erfurt (1644-1694). Il est baptisé dans la confession luthérienne le 23 mars à l'église Saint-Georges (Georgenkirche).
Son enfance se passe à Eisenach, et il reçoit sa première éducation musicale de son père, violoniste de talent. Il est aussi initié à la musique religieuse et à l'orgue par un cousin de son père, Johann Christoph Bach, qui est l'organiste de l'église Saint-Georges et claveciniste du duc. Il fréquente, à partir de ses huit ans, l'école de latin des dominicains d'Eisenach.

### Ohrdruf

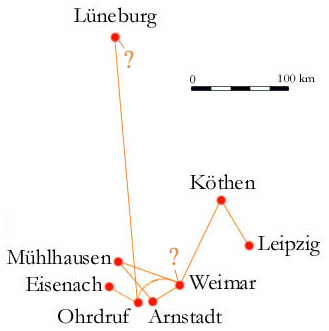
Le parcours de Bach de ville en ville, de sa naissance à la mort.

Sa mère, Maria Elisabetha Lämmerhirt, meurt le 1er mai 1694, alors qu'il vient d'avoir neuf ans. Le 27 novembre suivant, son père se remarie avec Barbara Margaretha Bartholomäi née Keul (elle-même doublement veuve depuis la fin de 1688 : d'abord d'un Bach et ensuite d'un diacre), mais il meurt quelques semaines plus tard, le 20 février 1695,. Orphelin dès dix ans, Jean-Sébastien est recueilli par son frère aîné, Johann Christoph, âgé de vingt-quatre ans, élève de Johann Pachelbel et organiste à Ohrdruf — à une cinquantaine de kilomètres de là —, et sa tante Johanna Dorothea, qui est l’Ersatzmutter (la mère de substitution), dont cinq des neuf enfants deviennent des musiciens accomplis.
Dans cette ville, Jean-Sébastien Bach fréquente le lycée, acquérant une culture plus approfondie que celle de ses aïeux. Il a pour camarades de classe l'un de ses cousins, Johann Ernst Bach, et un ami fidèle, Georg Erdmann. Johann Christoph poursuit son éducation musicale et le forme aux instruments à clavier. Jean-Sébastien se montre très doué pour la musique et participe aux revenus de la famille en tant que choriste, au sein du Chorus Musicus, composé d'une vingtaine de chanteurs. Son frère le laisse suivre la construction d'un nouvel orgue pour l'église, puis toucher l'instrument. Il aime à recopier et étudier les œuvres des compositeurs auxquelles il peut accéder, parfois même contre la volonté de son aîné,. La passion d'apprendre reste un de ses traits de caractère et en fait un connaisseur érudit de toutes les cultures musicales européennes : « Le trait le plus saillant de Johann Sebastian enfant est sa puissante autonomie. Il se garde libre. Il dévore ce qui lui paraît bon. Il travaille. Il imite. Il corrige. Il refait. Il s'impose. C'est un prodigieux empirique. Le génie fait le reste. »

### Lunebourg

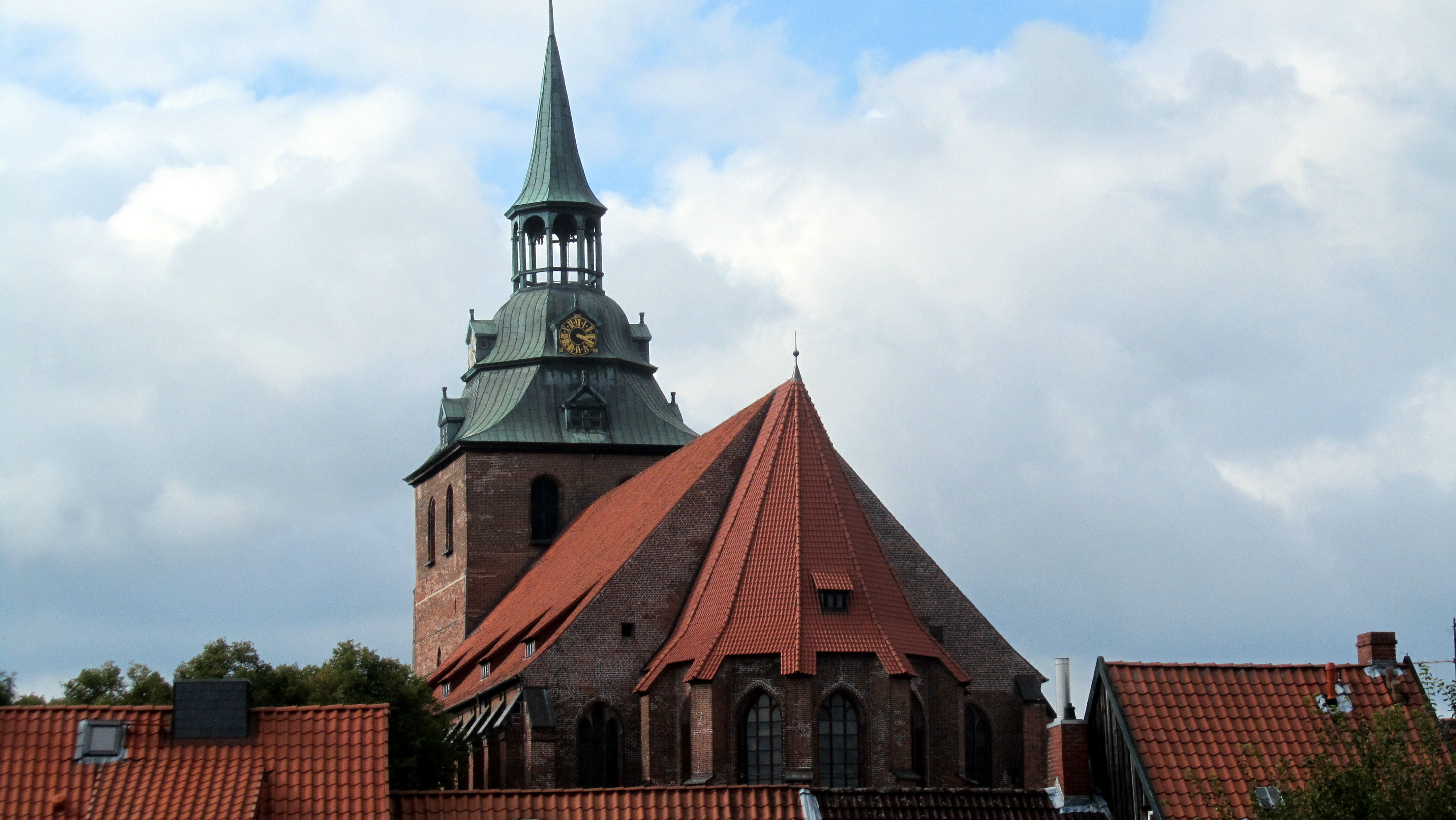
Michaelisschule de Lunebourg.

Le 19 janvier 1700, doté d'une bourse, Georg Erdmann quitte Ohrdruf pour le pensionnat Saint Michel de Lunebourg. Dès le 15 mars suivant, Jean-Sébastien Bach le rejoint, parcourant à pied une distance de plus de 300 km : le désir de retrouver son ami et d'alléger la charge de son entretien par l'aîné, qui est marié et père de famille, le décide probablement à ce changement décisif. Il est admis, avec son ami, dans la manécanterie de la Michaelisschule, qui accueille les jeunes garçons pauvres ayant une belle voix.
Outre la musique, il y apprend la rhétorique, le latin, le grec et le français. Il fait la connaissance de Georg Böhm, un compatriote de Thuringe, musicien de la Johanniskirche et élève du grand organiste de Hambourg Johann Adam Reinken ; Böhm l'initie au style musical de l'Allemagne du nord et l'on retrouve quelques menuets dans le Klavierbüchlein. Il côtoie aussi à Lunebourg ou à la cour ducale de Celle des musiciens français émigrés, notamment Thomas de La Selle, élève de Lully et professeur de danse : c'est l'approche d'une autre tradition musicale (François Couperin notamment, Lully, Destouches et Collasse). Après la mue de sa voix, il se tourne vers la pratique instrumentale : orgue, clavecin et violon. Il peut fréquenter la bibliothèque municipale de Lunebourg et les archives de la Johanniskirche, qui recèlent de nombreuses partitions des plus grands musiciens de l'époque. En 1701, il se rend à Hambourg et y rencontre Johann Adam Reinken et Vincent Lübeck, deux grands virtuoses titulaires des plus belles orgues de l'Allemagne du nord.

### Weimar et Arnstadt

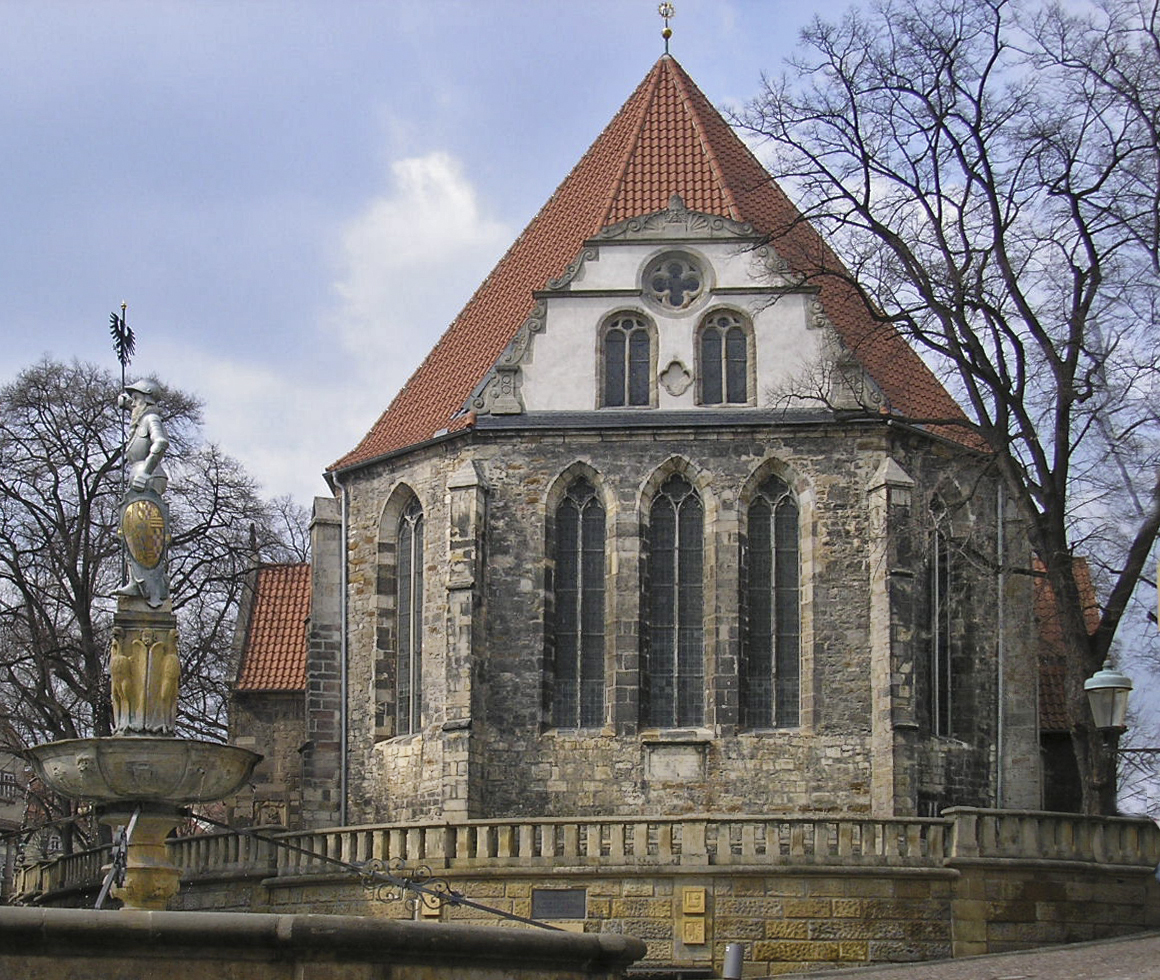
Église Saint-Boniface, Arnstadt.

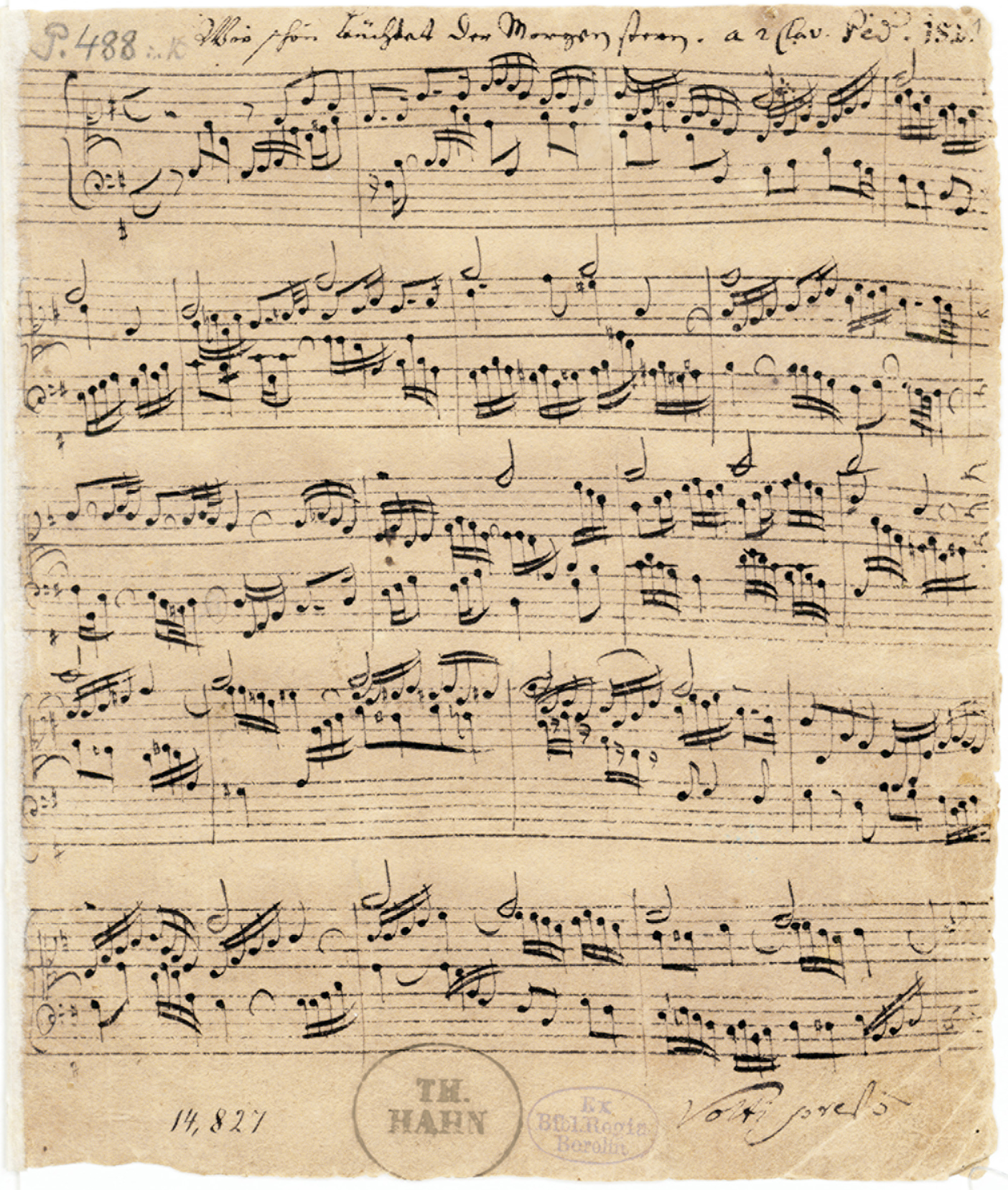
Manuscrit du prélude de choral de, BWV 739, composé à Arnstadt. C'est le plus ancien manuscrit de Bach conservé, antérieur à 1707.

Bach passe sa première audition en 1702, à Sangerhausen, à l'ouest de Halle. Il s'agit de trouver un successeur à Gottfried Christoph Gräffenhayn qui vient de mourir le 9 juillet 1702. En dépit de l'excellente audition qu'il donne, le duc en personne, Johann Georg de Saxe-Weissenfels, s'oppose à cette nomination et attribue le poste au petit-fils d'un ancien titulaire de cette charge. Au début de mars 1703, fraîchement diplômé, Bach prend un poste de musicien de cour dans la chapelle du duc Jean-Ernest III de Saxe-Weimar à Weimar, grande ville de Thuringe. « Il est employé comme laquais et violoniste dans l'orchestre de chambre du frère du duc de Weimar. ». En sept mois, jusqu'à la mi-septembre 1703, il se forge une solide réputation d'organiste et est invité à inspecter et inaugurer le nouvel orgue de l'église de Saint-Boniface d'Arnstadt, au sud-ouest de Weimar. Il a dix-huit ans.

Église Sainte-Marie, Lübeck.

En août 1703, il accepte le poste d'organiste de cette église,, qui lui assure des fonctions légères, un salaire relativement généreux, et l'accès à un orgue neuf et moderne. La famille de Bach entretient depuis toujours des relations étroites dans cette ville, la plus ancienne de Thuringe. Mais cette période n'est pas sans tensions : il n'est apparemment pas satisfait du chœur. Des conflits éclatent et, par exemple, il en vient aux mains avec un bassoniste, Johann Heinrich Geyersbach. Ses employeurs lui reprochent une absence excessive lors de son voyage à Lübeck : il annonce partir pour quatre semaines, mais ne revient que quatre mois plus tard, faisant quatre cents kilomètres à pied pour rendre visite à Buxtehude afin d'assister aux fameuses Abendmusiken (Concerts du soir) à l'église Sainte-Marie. C'est à cette époque que Bach achève d'élaborer son art du contrepoint et sa maîtrise des constructions monumentales.
De retour à Arnstadt en janvier 1706 — après avoir rendu visite à Johann Adam Reinken à Hambourg et à Georg Böhm à Lüneburg — le consistoire critique vivement sa nouvelle manière d'accompagner l'office, entrecoupant des strophes et usant d'un contrepoint si riche que le choral n'en est plus reconnaissable. En l'occurrence, il lui est fait le reproche suivant : « comment se fait-il, monsieur, que depuis votre retour de Lübeck, vous introduisiez dans vos improvisations, beaucoup trop longues d'ailleurs, des modulations telles que l'assemblée en est fort troublée ? » Le consistoire l'accuse aussi de profiter des sermons pour s'éclipser et rejoindre la cave à vin, et de jouer de la musique dans l'église avec une « demoiselle étrangère », sa cousine Maria Barbara.

### Mühlhausen

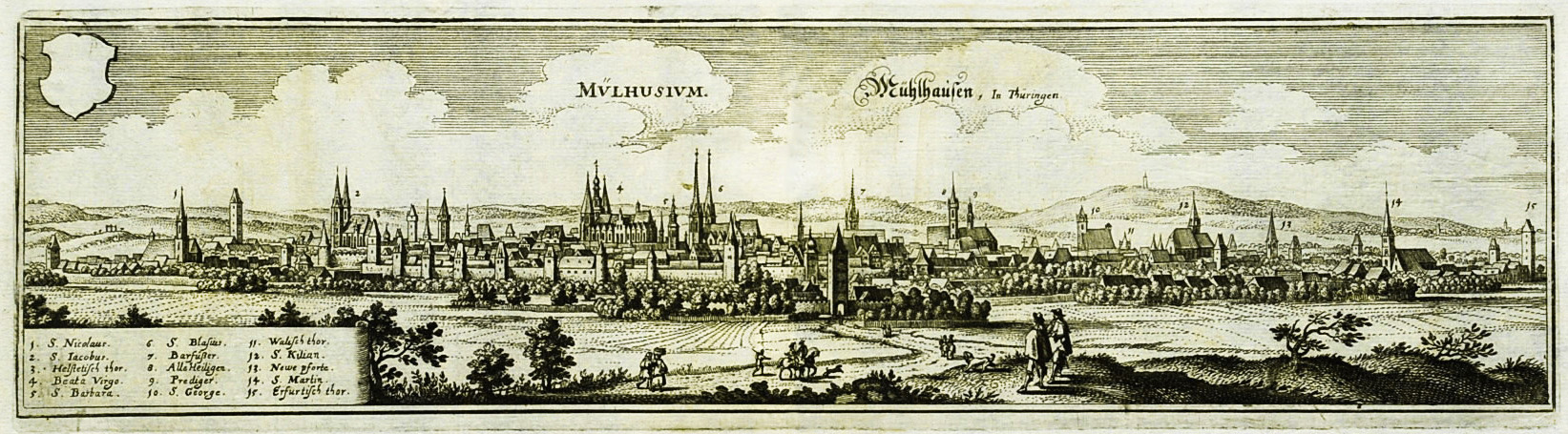
Mühlhausen en 1650
(gravure de Matthäus Merian).

Le décès de l'organiste de l'église Saint-Blaise de Mühlhausen, situé à soixante kilomètres d'Arnstadt, lui offre l'occasion qu'il attend : de l'automne 1707 à la mi-juillet 1708, il est organiste à Mühlhausen. Il y écrit sa première cantate (peut-être la BWV 131), prélude à une œuvre liturgique monumentale à laquelle vient se rajouter l'œuvre pour orgue. Il compose durant sa vie plus de trois cents cantates, correspondant à cinq années complètes de cycle liturgique. Plusieurs dizaines de ces compositions sont perdues, dont une partie date de cette période.
Mühlhausen est alors une petite ville de Thuringe, récemment dévastée par le feu, et Bach peine à trouver à se loger à un prix convenable. Le 17 octobre 1707, à Dornheim près d'Arnstadt, il épouse sa cousine Maria Barbara, dont il admire le timbre de soprano. Il doit se battre pour constituer une dot convenable, aidé par l'héritage modeste de son oncle Tobias Lämmerhirt, et pour donner à sa femme une place dans les représentations, car jusqu'au XIXe siècle les femmes ne sont généralement pas admises à la tribune d'honneur. Ils ont sept enfants dont quatre atteignent l'âge adulte, parmi lesquels Wilhelm Friedemann et Carl Philipp Emanuel.
Bach rassemble une bibliothèque de musique allemande, et fait travailler le chœur et le nouvel orchestre. Il récolte les fruits de son labeur lorsque la cantate BWV 71, inspirée de Buxtehude,, écrite pour l'inauguration du nouveau conseil est donnée dans la Marienkirche, où ce conseil a son siège, le 4 février 1708.
Le gouvernement de Mühlhausen est satisfait du musicien : il ne fait aucune difficulté pour rénover à grands frais l'orgue de la Divi-Blasii-Kirche (Blasiuskirche ou église Saint-Blaise) (de) et lui confie la supervision des travaux. Le gouvernement édite également à ses frais la cantate BWV 71, l'une des rares œuvres (et unique cantate) de Bach publiées de son vivant, et réinvite par deux fois le compositeur pour la diriger.
Cependant, une controverse naît au sein de la ville : les luthériens orthodoxes, amoureux de musique, s'opposent aux piétistes, plus puritains et qui refusent les arts. Bach, dont le supérieur direct, Johann Adolf Frohne, est un piétiste, sent que la situation va en se dégradant et accepte une meilleure situation à Weimar.

### Weimar

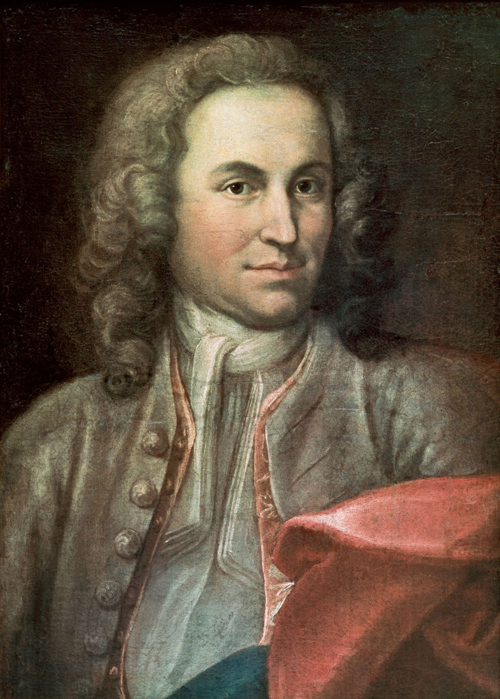
Jean-Sébastien Bach à trente ans (1715) par Johann Ernst Rentsch le Vieux (mort en 1723).

De 1708 à 1717, il est organiste et, de 1714 à 1717, premier violon soliste à la chapelle du duc de Saxe-Weimar, Guillaume-Ernest de Saxe-Weimar. Il dispose de l'orgue, mais aussi de l'ensemble instrumental et vocal du duc. Cette période voit la création de la plupart de ses œuvres pour orgue, dont la plus connue, la célèbre Toccata et fugue en ré mineur, BWV 565. Il compose également de nombreuses cantates, et des pièces pour clavecin inspirées des grands maîtres italiens et français.
Bach a la compétence, la technique et la confiance pour construire des structures de grande échelle et synthétiser les influences de l'étranger, italiennes ou françaises. De la musique des Italiens tels que Vivaldi, Corelli et Torelli, il apprend l'écriture d'ouvertures dramatiques et en applique les développements ensoleillés, les motifs rythmiques dynamiques et les arrangements harmoniques décisifs. Bach adopte ces aspects stylistiques grâce à sa méthode habituelle de travail : la transcription pour le clavecin et l'orgue. En l'espace de douze mois, il réalise seize transcriptions pour clavecin et cinq pour orgue seul des concertos de Vivaldi.
Il est attiré en particulier par la structure italienne qui fait alterner solo et tutti, dans laquelle un ou plusieurs instruments soli alternent avec l'orchestre dans un mouvement entier. Ce dispositif instrumental italianisant peut être entendu dans la suite anglaise no 3 pour le clavecin (1714) : l'alternance solo-tutti est matérialisée par le passage au clavier inférieur (sonorité plus pleine) ou au clavier supérieur (sonorité plus expressive).

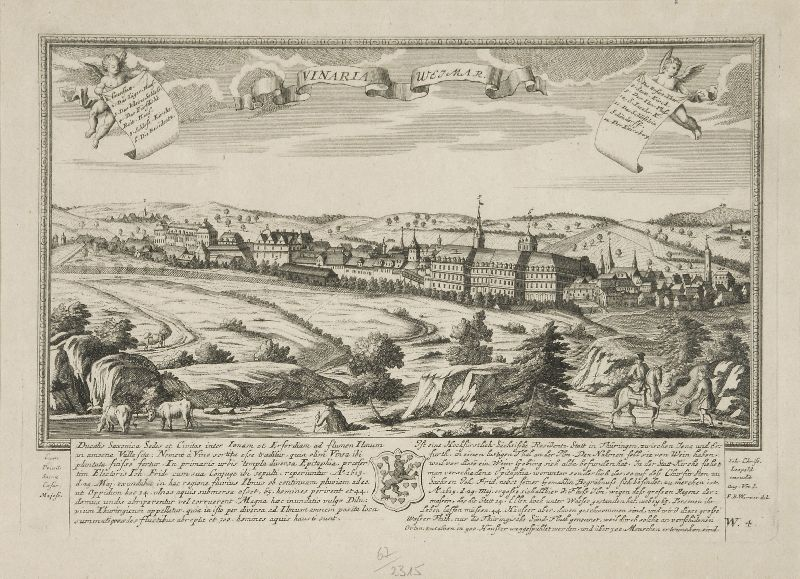
Weimar au début du XVIIIe siècle.

Mais Bach souhaite quitter cette ville où il s'ennuie. Il a comme élève le neveu du duc et son héritier, Ernest-Auguste Ier. Celui-ci, bon claveciniste, a épousé Éléonore-Wilhelmine d'Anhalt-Köthen, mais critique ouvertement la politique de son oncle. Bach passe une bonne partie de son temps au château d'Ernest-Auguste. Voulant marquer son mécontentement à l'égard de son neveu, le duc de Weimar interdit aux musiciens de jouer chez ce dernier, mais Bach ne tient pas compte de cette interdiction. Le duc s'en trouve alors offusqué. En 1716, lorsque meurt le maître de la chapelle, Drese, la place doit logiquement revenir à Bach, mais le duc, essayant d'abord de s'assurer les services de Georg Philipp Telemann, nomme finalement à ce poste le fils de Drese. Bach affiche alors ouvertement son soutien à Ernest-Auguste et cesse d'écrire des cantates pour Guillaume II.
Bach refuse un poste à la cour du roi de Pologne à Dresde lorsque le duc de Saxe-Weimar double ses appointements pour le garder. Le prince Léopold d'Anhalt-Köthen, beau-frère du duc, très impressionné par la musique écrite par Bach pour le mariage de sa sœur Éléonore-Wilhelmine avec Ernest-Auguste Ier, lui propose le poste de maître de chapelle de la cour de Köthen, le plus élevé des postes de musiciens, permettant à Bach d'être appelé Herr Kapellmeister. Cette fois-ci, Bach accepte l'offre. En apprenant la nouvelle, le duc fait emprisonner Bach durant un mois, du 6 novembre au 2 décembre. C'est alors en prison que Bach compose les quarante-six chorals du Petit livre d'orgue (Orgelbüchlein).

### Köthen

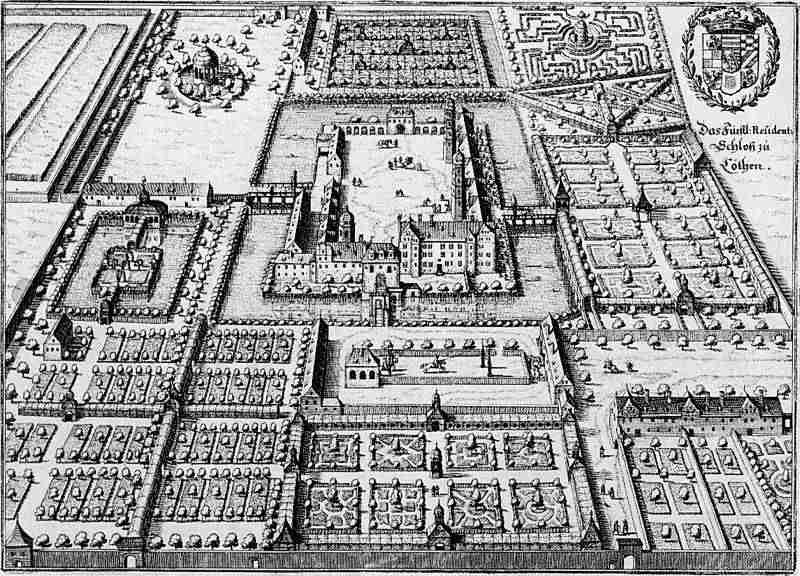
Palais et jardins à la française de Cöthen, d'après une gravure de Matthäus Merian Topographia (1650).

De décembre 1717 à avril 1723, il succède à Johann David Heinichen (un ancien élève de Köthen) comme maître de chapelle (Kapellmeister) à la cour du prince Léopold d'Anhalt-Köthen, beau-frère du duc de Weimar. Le prince est un brillant musicien (il a étudié avec Heinichen à Rome) : il joue avec talent du clavecin, du violon et de la viole de gambe. Son Grand Tour de 1710 à 1713 le met en contact avec la musique profane italienne et le convainc de la nécessité de développer la musique profane allemande, d'autant que ses convictions religieuses calvinistes lui interdisent la musique d'église. Une occasion se présente à lui car Frédéric-Guillaume Ier vient d'accéder au pouvoir, et celui-ci ne montre aucun intérêt pour les arts : il licencie les artistes de la cour et les dépenses baissent de 80 % en une année. Le prince Léopold peut attirer des musiciens de la cour de Berlin vers celle de Köthen, qui dispose rapidement de 18 instrumentistes d'excellent niveau. La musique représente dès lors le quart du budget pourtant limité de la principauté de Anhalt-Köthen, qui devient un important centre musical.
L'ambiance y est informelle, et le prince traite ses musiciens comme ses égaux. Il les emmène à Carlsbad (devenue Karlovy Vary en République tchèque) pour « prendre les bains », et il joue souvent avec eux, parfois même chez Bach lorsque sa mère, Gisela Agnes, s'irrite de la présence perpétuelle de l'orchestre au palais. Son poste offre à Bach un certain confort matériel, avec une dotation de 400 thalers par an. Le prince Léopold est par ailleurs le parrain de Léopold Augustus Bach, le dernier enfant de Maria Barbara.
Cette période heureuse est propice à l'écriture de ses plus grandes œuvres instrumentales pour luth, flûte, violon (Sonates et partitas pour violon seul), clavecin (premier livre du « Clavier bien tempéré »), violoncelle (Suites pour violoncelle seul), Six concertos brandebourgeois, et probablement la Suite orchestrale no 3 en ré majeur BWV 1068 (dont la célèbre Aria ou Air sur la corde de sol de son 2e mouvement, appelé « Air de Jean-Sébastien Bach »).
Mais sa femme, Maria Barbara, meurt le 7 juillet 1720, et cet événement le marque profondément. Il en est d'autant plus bouleversé qu'il n'apprend la mort et l'enterrement de son épouse qu'à son retour de Dresde. Il se remarie un an et demi plus tard avec Anna Magdalena Wilcke, fille d'un grand musicien et prima donna de la cour de Köthen,.

Le monogramme de Bach.

Il songe à quitter cet endroit rempli de souvenirs à la recherche d'une ville universitaire pour les études supérieures de ses enfants, d'autant qu'il ne peut composer de musique sacrée dans une cour calviniste. De plus, le prince se remarie en 1721, et sa deuxième épouse semble être eine amusa, selon le dire de Bach, c’est-à-dire peu sensible aux arts en général, et en détourne son mari. Parallèlement, le prince doit contribuer davantage aux dépenses militaires prussiennes.
Bach cherche un nouvel emploi. En 1720, à la Katharinenkirche de Hambourg, il donne un concert très remarqué, en particulier par Johann Adam Reinken, très âgé, et se voit presque proposer un poste. Il rassemble un recueil de ses meilleures œuvres concertantes (les six concertos brandebourgeois), et les envoie au margrave de Brandebourg qui lui avait marqué un certain intérêt deux ans auparavant. Il postule à Leipzig, où le poste de cantor est vacant et lui offrirait une plus grande renommée dans le Saint-Empire, mais aussi en Pologne et en France : le prince-électeur de Saxe est roi de Pologne et a fréquenté la cour de Versailles, avec laquelle il garde de bonnes relations.
Il obtient le poste de cantor de Leipzig, succédant à Johann Kuhnau, fonction pourtant d'un rang inférieur à celle de Kapellmeister qu'il occupait auprès du prince. C'est peu après sa nomination, alors qu'il est encore à Köthen, qu'il compose la Passion selon saint Jean destinée à l'église Saint-Thomas de Leipzig. Cette ville de commerce n'a pas d'orchestre de cour et l'opéra y a fermé ses portes, sa femme doit abandonner sa carrière de cantatrice. Elle l'aide alors dans ses travaux de copie et de transcription.

### Cantor à Leipzig

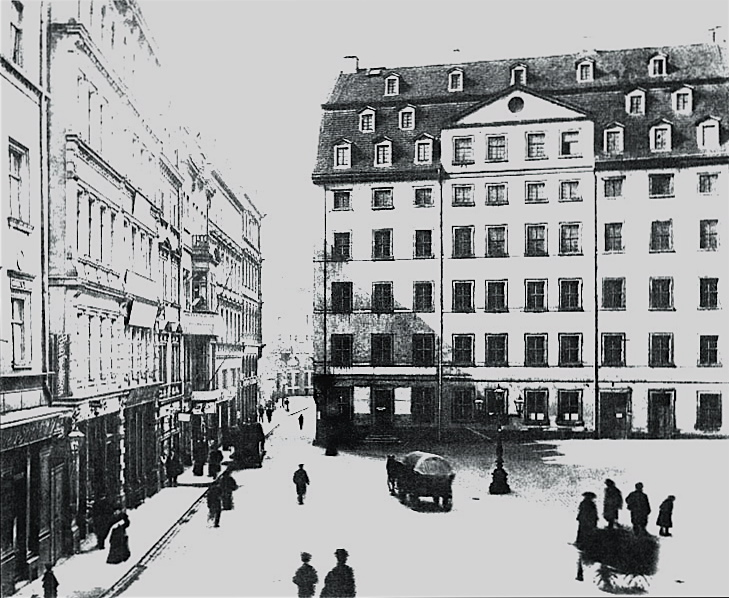
Cliché du logement de Bach, au rez-de-chaussée de l'école Saint-Thomas (extrême gauche du bâtiment en façade), pris avant sa démolition en 1902 pour insalubrité. Trois marches mènent à la porte.

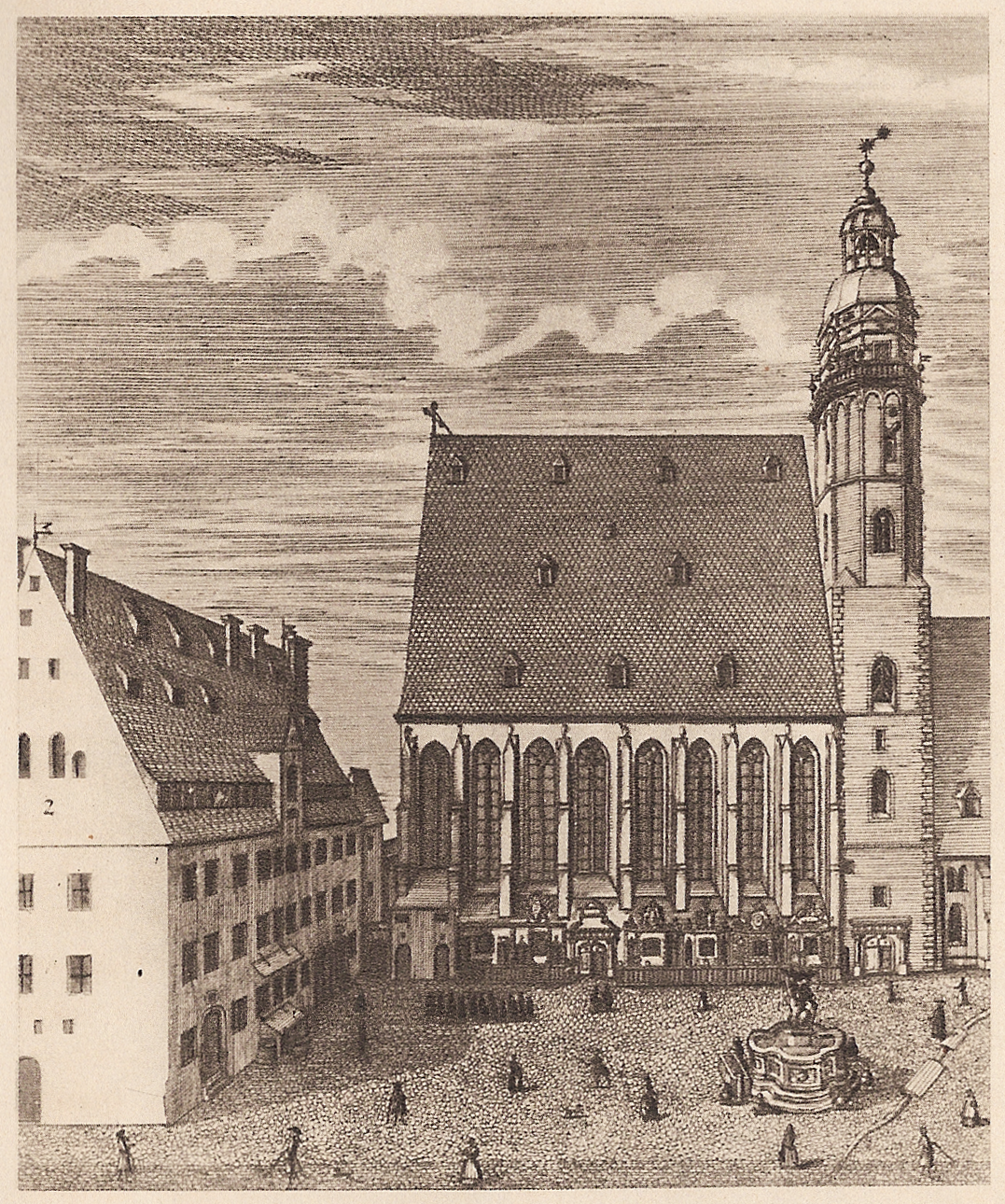
École et église Saint-Thomas de Leipzig, gravure de Johann Gottfried Krügner, 1723. Remarquez que le bâtiment de l'école ne comporte que deux étages à cette époque.

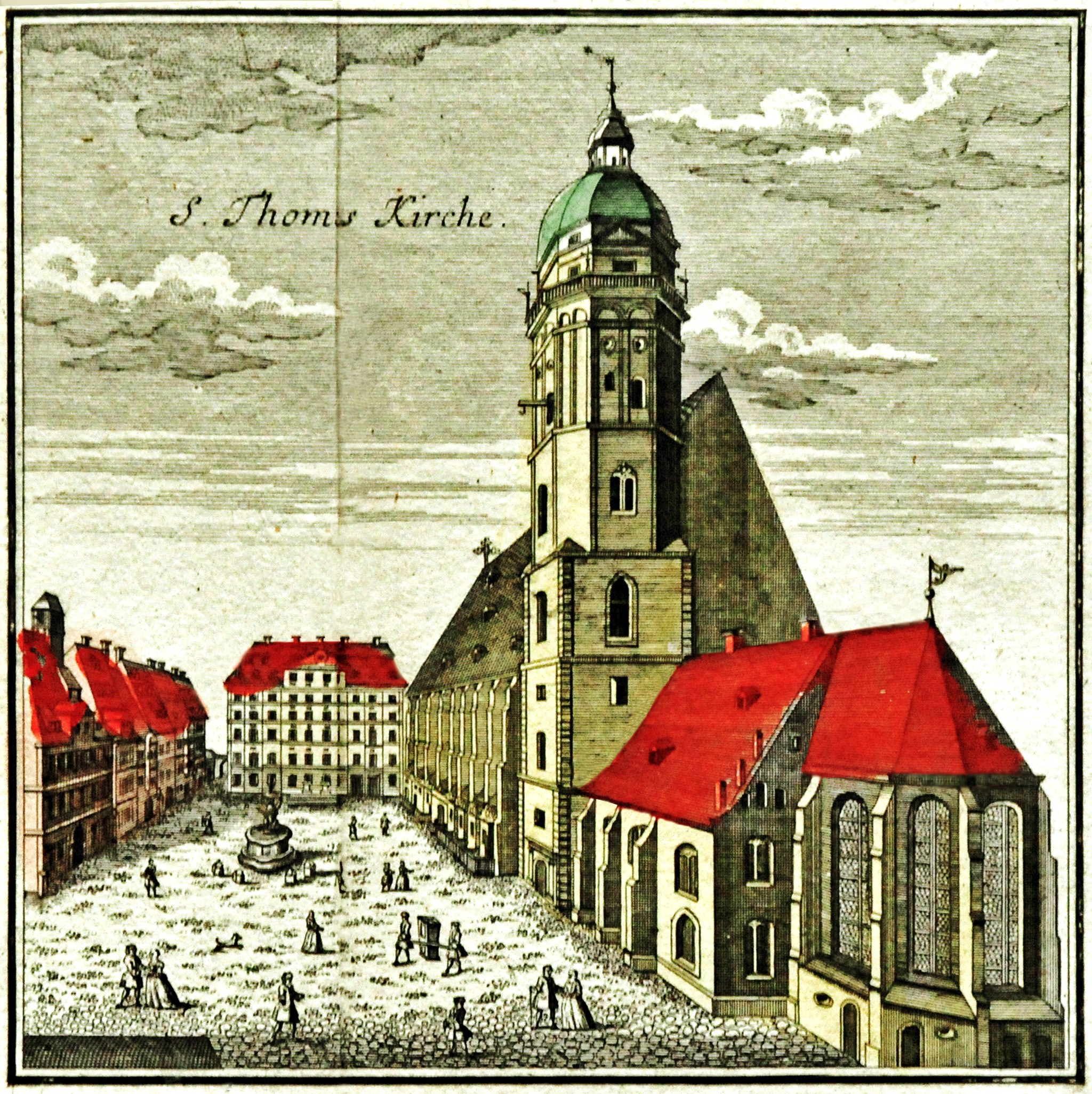
Église Saint-Thomas de Leipzig en 1749.

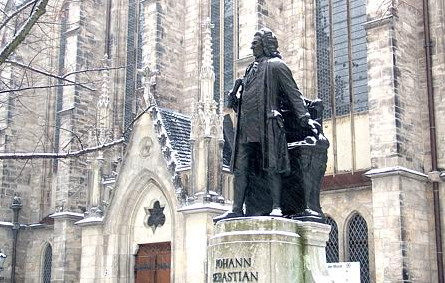
Statue de J.-S. Bach à Leipzig, inaugurée en 1908.

À Leipzig, le poste de Johann Kuhnau, le Thomaskantor de l'église luthérienne saint Thomas, est à pourvoir. La place ayant été précédemment refusée par Georg Philipp Telemann, le conseil tente de débaucher d'autres compositeurs : Christoph Graupner décline l'offre (son précédent employeur, le landgrave Ernst Ludwig de Hesse-Darmstadt, refuse de lui rendre sa liberté et augmente ses émoluments) ainsi que Georg Friedrich Kauffmann (employé à Mersebourg), Johann Heinrich Rolle (employé à Magdebourg), et Georg Balthasar Schott (employé à la Nouvelle Église de Leipzig). Le Docteur Platz, membre du conseil, révèle dans sa correspondance les raisons du choix qu'ils se résolvent à faire : « Pour des raisons importantes, la situation est délicate et puisque l'on ne peut avoir les meilleurs, il faut donc prendre les médiocres. » Bach est choisi le 22 avril 1723 et signe son contrat en quatorze clauses le 5 mai.
À l'époque, Leipzig, avec ses 30 000 habitants, est la deuxième ville de Saxe. Elle est le siège de foires commerciales réputées, un centre d'édition reconnu et s'enorgueillit d'une université renommée qui dut compter dans le choix que fit Bach de venir s'installer dans la ville. La possibilité que ses fils y étudient entre en effet dans les projets du futur Cantor.
La famille Bach s'installe à Leipzig le 22 mai 1723 et y séjourne jusqu'à sa mort en 1750. En qualité de Thomaskantor et Director Musices, il est responsable de l'organisation musicale des deux églises principales de la ville (Saint-Nicolas et Saint-Thomas) et enseigne la musique aux élèves de Saint-Thomas. Il doit ainsi fournir de très nombreuses partitions et constitue selon sa Nécrologie un ensemble de « Cinq années de cantates pour tous les dimanches et jours de fête » (rassemblant des cantates datant de Weimar et de nombreuses nouvelles œuvres composées essentiellement avant 1729), sans compter le Magnificat (Noël 1723), les Passions (1724 et 1727), et autres œuvres… De ces trois cents cantates supposées et probables, un tiers environ a été perdu. Il n'y a qu'une seule répétition pour les cantates, mais le Cantor bénéficie de solistes instrumentaux brillants (les trompettistes) ou d'excellent niveau, solistes de passage et étudiants du Collegium Musicum. Les chœurs, dont on ne connaît pas l'effectif exact, sont apparemment capables de chanter des parties difficiles après la formation que Bach leur a dispensée. Il se heurte souvent à la jalousie de ses confrères qui forcent notamment les élèves à boycotter ses leçons de musique. Il eut sans cesse des rapports tendus avec les autorités civiles et religieuses de la ville, ce qui le poussa plusieurs fois, mais sans résultat, à chercher une meilleure situation ailleurs.
Le 19 novembre 1736, Bach se vit accorder le titre honorifique de compositeur de la Chapelle royale de la cour de Saxe, sans toutefois que cela s'accompagnât d'un salaire. À cette occasion, il se fit entendre sur le nouvel orgue Silbermann de la Frauenkirche à Dresde.

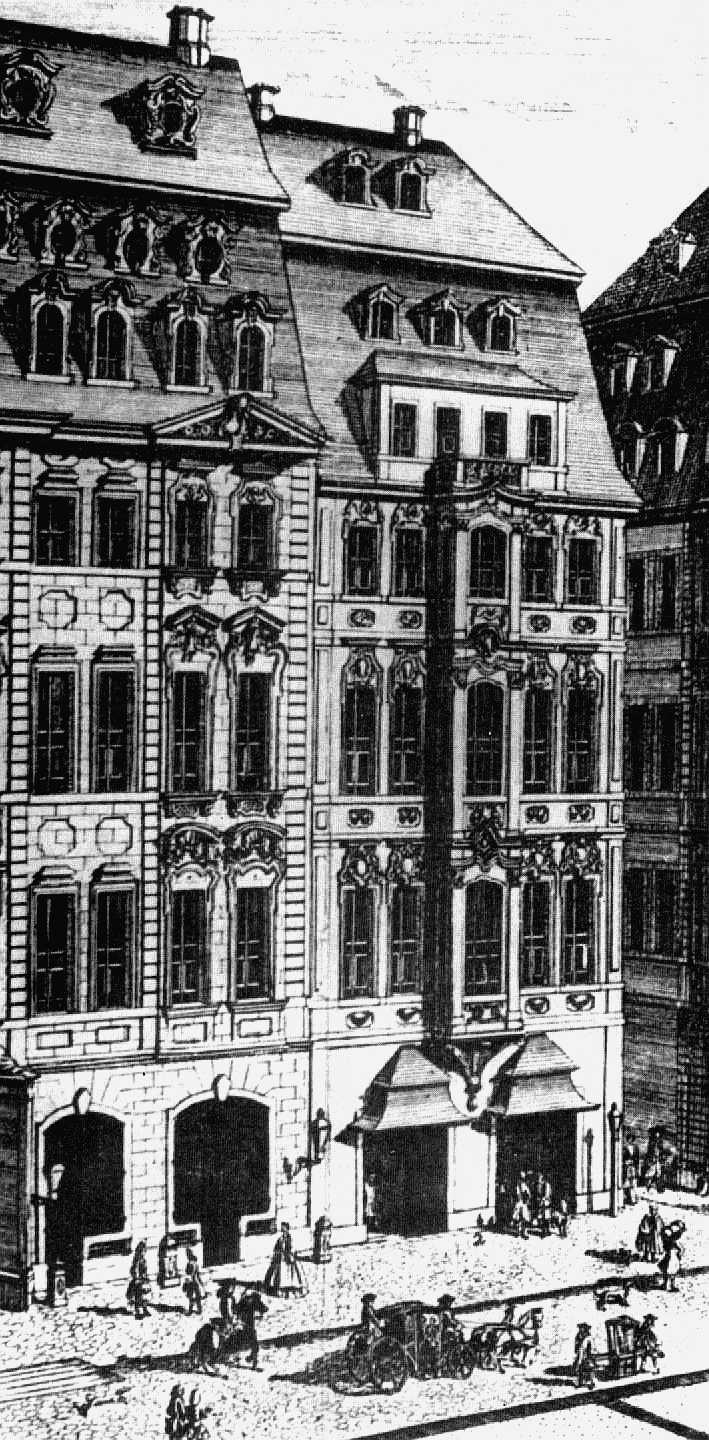
Café Zimmermann à Leipzig, détail d’une gravure du XVIIIe siècle de Georg Schreiber.

Il mène une vie riche en connaissances, constituant une bibliothèque spécialisée en bibliologie, théologie et mystique. Sa femme Anna Magdalena l'aide, beaucoup et remarquablement, dans sa fonction de Cantor en recopiant toutes ses partitions.
Sa fonction de responsable du Collegium Musicum (de 1729 à 1737, puis — après l'intérim de son élève Carl Gotthelf Gerlach — de 1739 à vraisemblablement 1744) lui permet d'organiser des représentations musicales au Café Zimmermann pour des amateurs de musique. Il ne manque pas une occasion d'aller à l'opéra de Dresde où son fils Wilhelm Friedemann est organiste. C'est à Leipzig qu'il compose la majorité de ses œuvres sacrées.
Il écrit également la Clavier-Übung (ou Klavierübung), le deuxième livre du Clavier bien tempéré. Il compose aussi un important corpus pour orgue, cinq Passions selon son fils Carl Philipp Emanuel (dont une à deux chœurs, la célèbre Passion selon saint Matthieu), un Magnificat, trois oratorios, et son testament musical, écrit pour Noël 1724 (Sanctus) et de 1733 à 1749 : la Messe en si mineur.

### Dernières années et mort

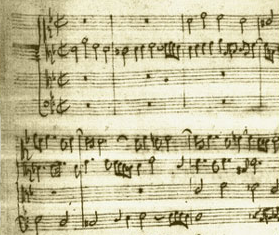
Première page du manuscrit de l'Art de la fugue.

Les dix dernières années de sa vie, renonçant aux activités attachées à la fonction de Cantor, Bach limite sa production essentiellement à la musique instrumentale. En 1747, il intègre la Correspondierende Societät der musicalischen Wissenschaften fondée par Lorenz Christoph Mizler pour laquelle il dut fournir chaque année une communication scientifique dans le domaine musical (une composition dans le cas de Bach) ainsi que son portrait à l'huile, celui d'Elias Gottlob Haussmann présenté en haut de l'article. C'est pour cette société qu'il compose et fait publier les Variations canoniques (1747), l'Offrande musicale (1748) et il est probable que l'Art de la fugue devait être la contribution de l'année suivante. Il est dans cette phase de sa vie, où, comme le dit Johann Nikolaus Forkel, « il ne pouvait toucher une plume sans produire un chef-d'œuvre ». De fait, en 1748-1749, il ajoute trois parties à la Messe en si mineur, pour des raisons non encore élucidées, en composant des parties originales dans le Credo et en recyclant des oeuvres anciennes.
En mai 1747, il se rend en compagnie de son fils Wilhelm Friedemann à Potsdam pour une visite à Frédéric II sollicitée par le souverain lui-même par l'entremise de Carl Philipp Emanuel, claveciniste de la cour depuis 1741.

« Dimanche dernier, Monsieur Bach, le célèbre maître de chapelle de Leipzig est arrivé à Potsdam dans le but d'avoir le plaisir d'y entendre la noble musique royale. Le soir, au moment où la musique de chambre ordinaire de la chambre entre dans les appartements du roi, on annonça à Sa Majesté que le maître de chapelle Bach […] attendait la très-gracieuse autorisation d'entendre la musique. Sa Majesté ordonna immédiatement qu'on le laissât entrer et se mit aussitôt à l'instrument nommé forte et piano et eut la bonté de jouer en personne un thème au maître de chapelle Bach, sans la moindre préparation, sur lequel celui-ci dut exécuter une fugue. Le maître de chapelle s'exécuta de manière si heureuse que Sa Majesté eut la bonté de montrer sa satisfaction, et que toutes les personnes présentes restèrent stupéfaites. Monsieur Bach trouva si beau le thème qui lui avait été présenté qu'il veut porter sur papier une véritable fugue et la faire ensuite graver sur cuivre. »

— Berlinische Nachrichten (« Nouvelles de Berlin »), Berlin, 11 mai 1747 .
Il commence à perdre la vue en 1745, et bientôt ne peut plus travailler. Au printemps 1750, il confie par deux fois ses yeux à John Taylor, un « ophtalmiatre » réputé, qui ne lui permit pas de recouvrer la vue, sinon par intermittence. Deux ans plus tard, le même John Taylor opère Haendel avec le même résultat. Affaibli par ces opérations de la cataracte, Bach ne survit pas plus de six mois. Le 18 juillet, il recouvre soudainement la vue, mais quelques heures plus tard est victime d'une attaque d'apoplexie. Il meurt le 28 juillet 1750, en début de soirée. Anna Magdalena lui survit dix ans, vivant précairement de subsides de la municipalité.

### Sépulture de Bach

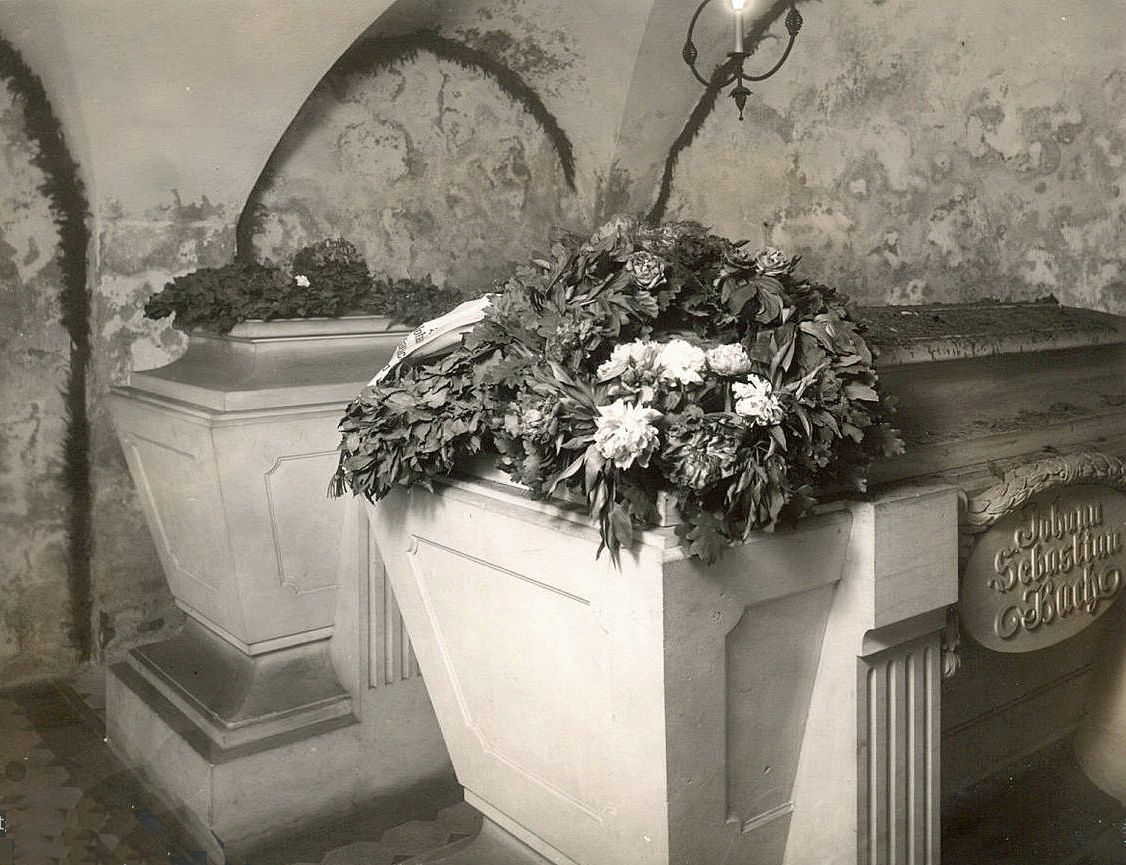
Crypte Bach-Gellert sous l'autel de la Johanniskirche en 1930.

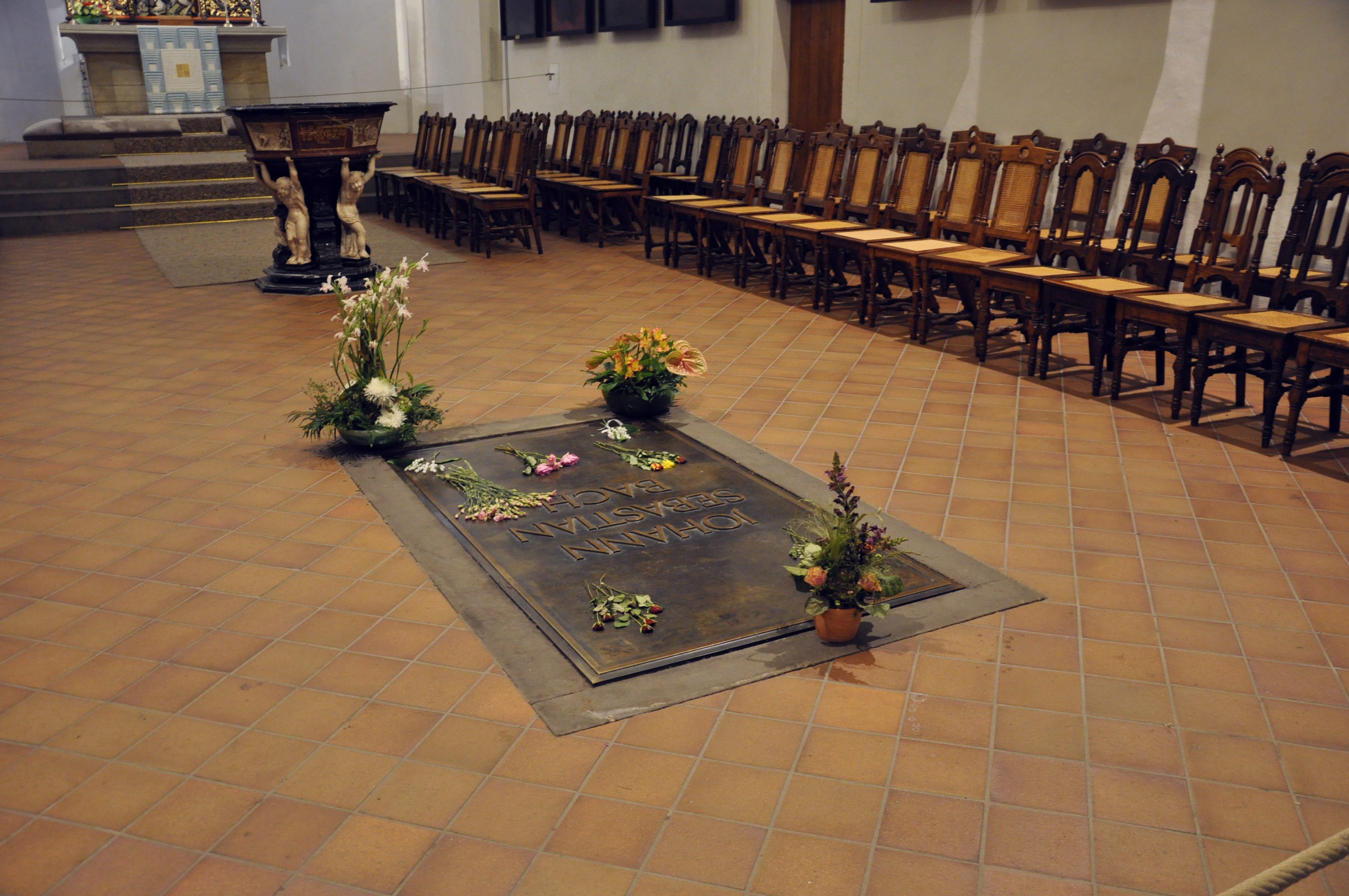
Sépulture actuelle de Bach, dans le chœur de l'église Saint-Thomas de Leipzig.

Il est enterré dans le cimetière de la Johanniskirche (Leipzig) (de), dans une sépulture sans pierre tombale. Robert Schumann a tenté sans succès de retrouver sa tombe en 1836.
En octobre 1894, l'église Saint-Jean est démolie et reconstruite; on tente alors de retrouver la sépulture de Bach. Selon la tradition orale de cette époque, la tombe de Bach se trouve « à six pas tout droit de la porte du côté sud de l'église, enterré dans un cercueil en chêne ». Cette tradition orale provient d'un homme de 75 ans en 1894, lui-même informé par un employé du cimetière, mort à 90 ans. 
On exhume alors des ossements d'un cercueil en chêne placé approximativement à l'endroit décrit et à une profondeur de 2.65m, d'un homme de 65 ans, présentant des caractéristiques de l'os temporal témoignant d'un sens de l'audition particulièrement développé, selon les analyses médicales de l'époque effectuées par le médecin Wilhelm His. Une reconstruction faciale est aussi effectuée, semblant concorder avec les portraits de Bach. 
Ces ossements sont inhumés le 16 juillet 1900 dans une crypte sous l'autel de l'église reconstruite, aux côtés du  moraliste Christian Fürchtegott Gellert.
Après l'incendie de la nouvelle église Saint-Jean lors du bombardement de Leipzig le 4 décembre 1943 (en), l'administration municipale fait démolir les ruines de la nef en 1949 et enlève les décombres. Il s'est avéré que le cercueil de Bach était intact. Les ossements présumés de Bach ont été transférés le 28 juillet 1949, selon la tradition avec une charrette à bras, à l'église Saint-Thomas de Leipzig où il repose toujours aujourd'hui.
Les ossements ne sont toujours pas authentifiés avec certitude, les autorités de Saint-Thomas refusant une étude ADN comparative avec les fils de Bach, dont les corps sont authentifiés.

## Enfants
Bach eut vingt enfants de ses deux mariages successifs. Dix mourront à la naissance ou en bas âge, quatre deviendront compositeurs à leur tour : Wilhelm Friedemann, Carl Philipp Emanuel, Johann Christoph Friedrich et Johann Christian. Ils suivront des chemins différents, que Bach voulut prédire en disant de la musique de Carl Philipp Emmanuel : « C'est du bleu de Prusse, ça se décolore », ou de celle de Christian : « Mon Christian est un gamin fort sot et c'est pour cette raison qu'il aura du succès dans le monde. »
Les quatre fils se lancent vite sur la voie du courant pré-classique qui prend alors le pas sur le Baroque.

Les quatre fils compositeurs
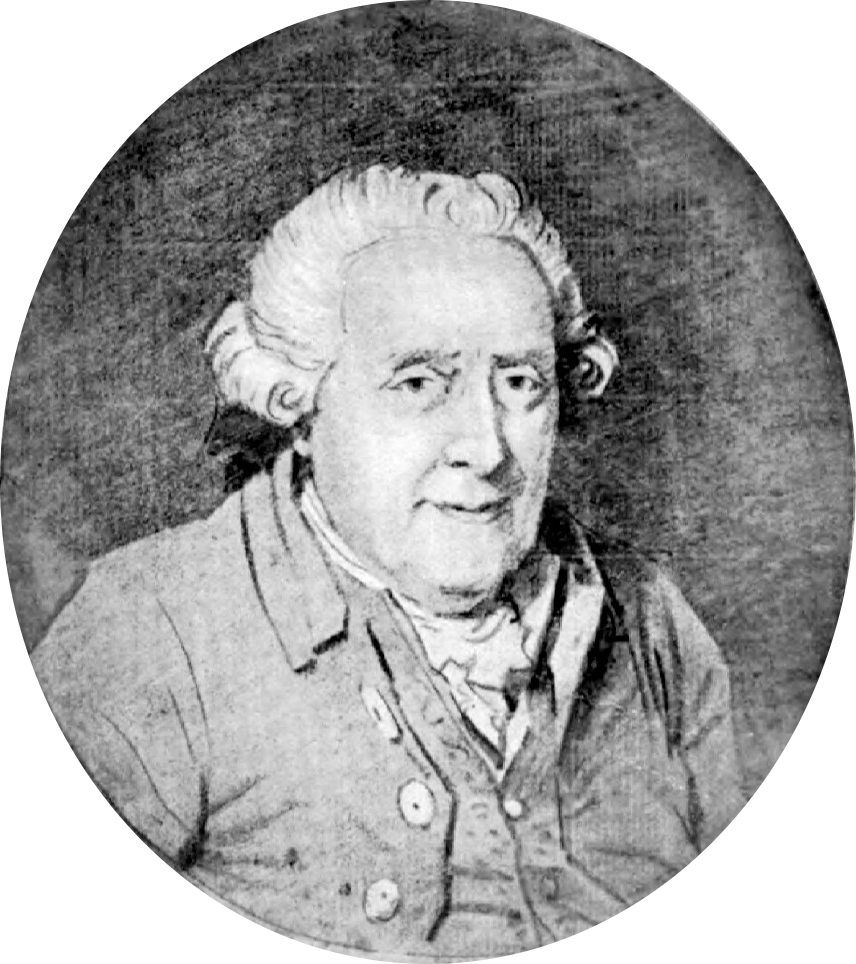
Wilhelm Friedemann Bach (1710—1784)
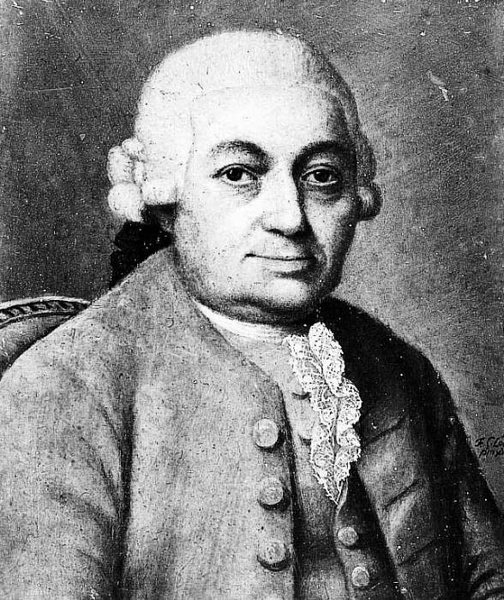
Carl Philipp Emanuel Bach (1714—1788)
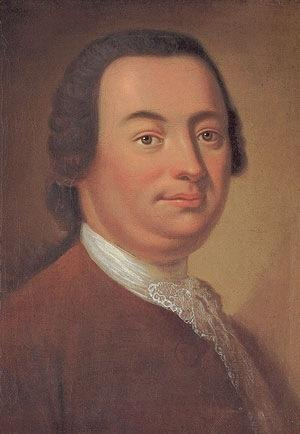
Johann Christoph Friedrich Bach (1732—1795)
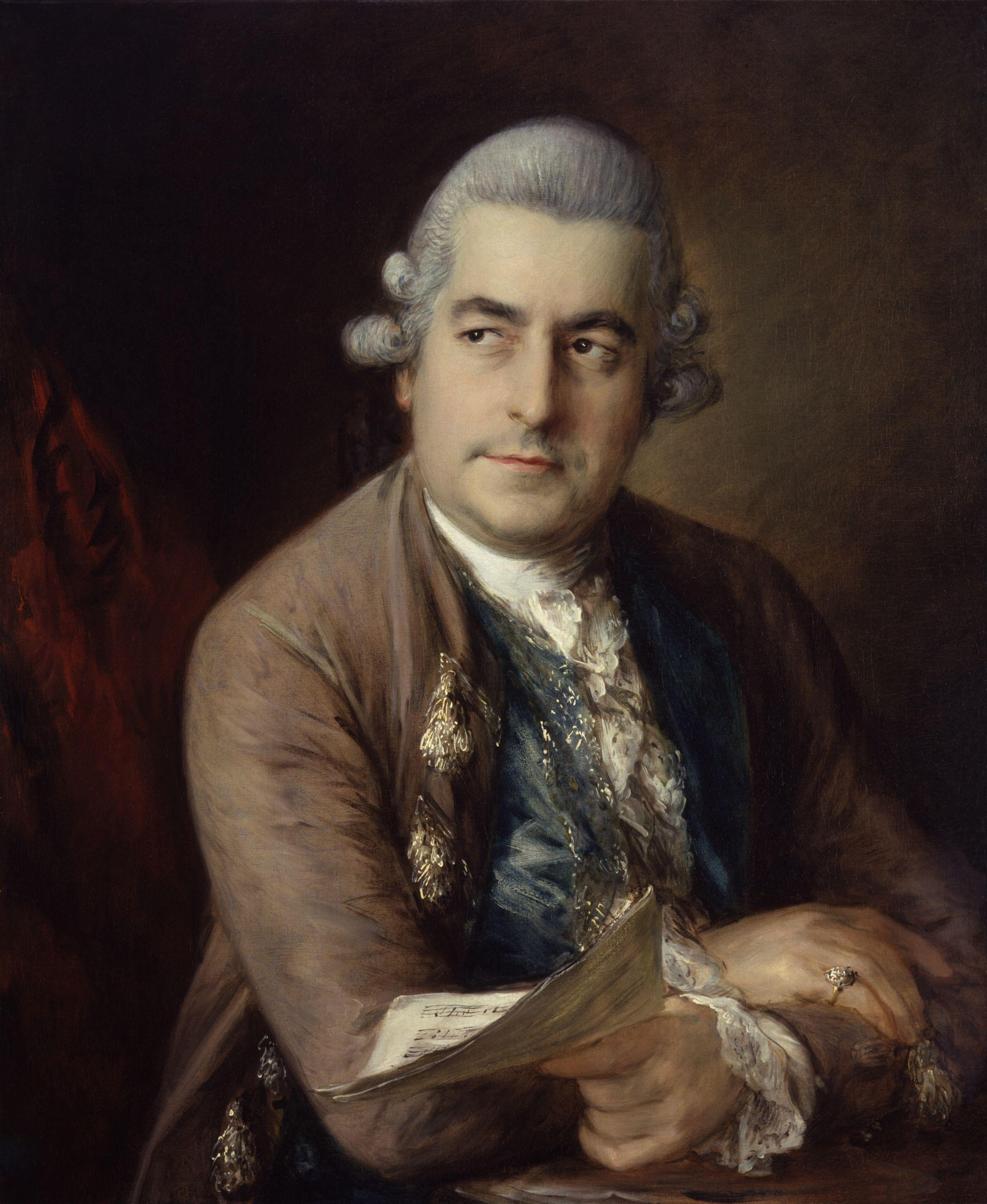
Johann Christian Bach (1735—1782)

De sa première épouse, sa cousine, Maria Barbara Bach (1684-1720), Bach eut sept enfants (en italiques les morts en bas âge) : 
- Catharina Dorothea (baptisée à Weimar le 29 décembre 1708 - morte à Leipzig le 14 janvier 1774),
- Wilhelm Friedemann (né à Weimar le 22 novembre 1710 - mort à Berlin le 1er juillet 1784),
- Maria Sophia et Johann Cristoph jumeaux nés et morts à Weimar le 23 février 1713,
- Carl Philipp Emanuel (né à Weimar le 8 mars 1714 - mort à Hambourg le 14 décembre 1788),
- Johann Gottfried Bernhard (né à Weimar le 11 mai 1715 - mort à Iéna le 27 mai 1739),
- Leopold Augustus (né à Köthen le 15 novembre 1718 - enterré à Köthen le 28 septembre 1719).

Il épouse en secondes noces une chanteuse de cour, fille cadette d'un trompettiste, Anna Magdalena Wilcke dont il eut treize enfants : 
- Christiana Sophia Henrietta (née à Leipzig au printemps 1723 - morte à Leipzig le 29 juin 1726),
- Gottfried Heinrich (né à Leipzig le 26 février 1724 - enterré à Naumburg le 12 février 1763),
- Christian Gottlieb (baptisé à Leipzig le 14 avril 1725 - mort à Leipzig le 21 septembre 1728),
- Elisabetha Juliana Friederica (baptisée à Leipzig le 5 avril 1726 - morte à Leipzig le 24 août 1781),
- Ernestus Andreas (baptisé à Leipzig le 30 octobre 1727 - mort à Leipzig le 1er novembre 1727),
- Regina Johanna (baptisée à Leipzig le 10 octobre 1728 - morte à Leipzig le 25 avril 1733),
- Christiania Benedicta Louisa (baptisée à Leipzig le 1er janvier 1730 - morte à Leipzig le 4 janvier 1730);
- Christiania Dorothea (baptisée à Leipzig le 18 mars 1731 - morte à Leipzig le 31 août 1732);
- Johann Christoph Friedrich (né à Leipzig le 21 juin 1732 - mort à Bückeburg le 26 janvier 1795),
- Johann August Abraham (baptisé à Leipzig le 5 novembre 1733 - mort à Leipzig le 6 novembre 1733),
- Johann Christian (né à Leipzig le 5 septembre 1735 - mort à Londres le 1er janvier 1782),
- Johanna Carolina (baptisée à Leipzig le 30 octobre 1737 - morte à Leipzig le 18 août 1781),
- Regina Susanna (baptisée à Leipzig le 22 février 1742 - morte à Leipzig le 14 décembre 1809).

## Personnalité religieuse
Contrairement à beaucoup de compositeurs et artistes, Bach ne recherchait pas une reconnaissance humaine ni sa propre gloire, mais surtout celle de Dieu. Pratiquement toute son œuvre lui était consacrée, en témoignent ses nombreux manuscrits qui se terminent par les initiales S.D.G. (pour Soli Deo Gloria : À Dieu seul la gloire),. Selon le musicologue français Gilles Cantagrel, même les compositions dites « profanes » de Bach sont empreintes de références chrétiennes, exprimant parfois « le mystère de la Rédemption sur la Croix ». En marge de sa Bible, le compositeur a écrit cette note : « Bey einer andächtigen Musiq ist allezeit Gott mit seiner Gnaden Gegenwart » (Dans une musique recueillie, Dieu est toujours présent avec sa grâce).

## Héritage musical

### Effacement brutal
Avec Jean-Sébastien Bach, la musique baroque atteint à la fois son apogée et son aboutissement. Dès sa disparition, le musicien, déjà relativement peu connu de son vivant, est quasiment oublié parce que passé de mode, et dépassé par les nouvelles idées du classicisme, tout comme le contrepoint qu'il a porté à une perfection inégalée.
Le corpus des œuvres de Bach, très largement non publié, passe à ses fils. La part d'héritage que Carl Phillip Emanuel reçoit est conservée avec ferveur, et après sa mort passe en d'aussi illustres mains que celles de la princesse Anne Amélie de Prusse, Carl Friedrich Zelter, Felix Mendelssohn, Georg Pölchau. Celle de Wilhelm Friedemann est en revanche dispersée (le fruit de la générosité du Bach de Halle, mais aussi celui de sa gêne financière).
Bach est alors passé de mode. De son vivant, il semble qu'il fut surtout considéré comme un virtuose du clavier, (notamment un grand organiste), un improvisateur savant et inspiré, ainsi qu'un excellent autodidacte de l'écriture musicale. Mais comme compositeur, il était méconnu.  

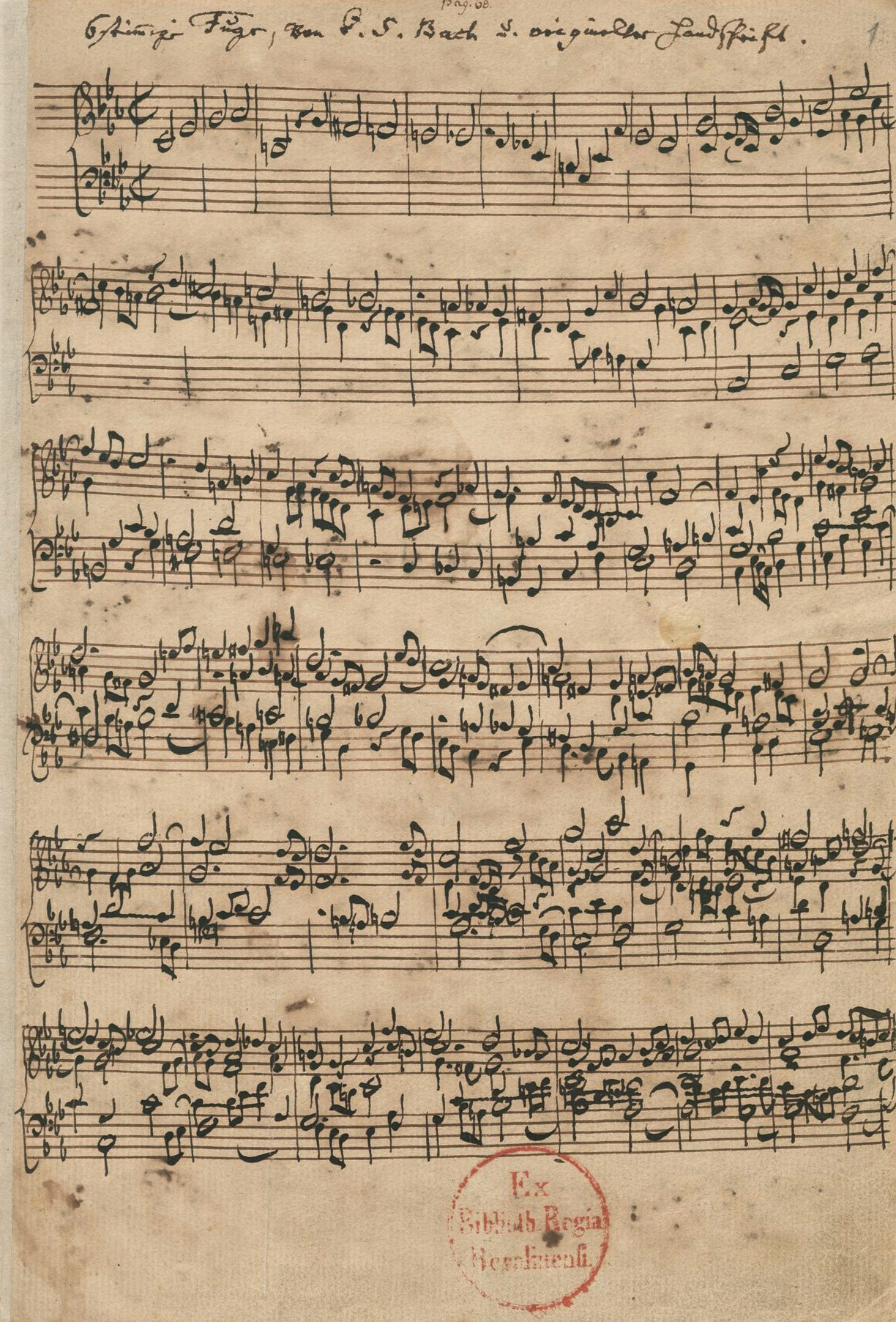
Manuscrit du Ricercare a 6, BWV 1079, extrait de l'Offrande musicale, conservé à Berlin.

En tant que diplomate, le baron Gottfried van Swieten se rend à Berlin en 1770 et fréquente la cour de Frédéric II ; au travers de l'enseignement qu'il reçoit de Marpurg et Kirnberger, il découvre et s'intéresse à Carl Phillip Emanuel.

« Entre autres choses, [Frédéric II] me parle de la musique et d'un grand organiste nommé [Carl Phillip Emanuel] Bach, resté pendant un certain temps à Berlin. Cet artiste est doté d'immenses talents, supérieurs à ce que j'ai jamais entendu ou imaginé, pour ce qui est de la profondeur de la connaissance de l'harmonie et de la puissance de l'interprétation. Néanmoins, ceux qui ont connu son père pensent que son fils ne l'égale pas ; le roi s'accorde avec ce jugement et, pour le prouver, une personne chante pour moi [le thème d’] une fugue chromatique qu'il avait donné au vieux Bach et sur laquelle devant lui il avait improvisé une fugue à 3, puis à 4 et enfin à 5 voix. »

— Gottfried van Swieten
Par la suite, Frédéric II lui ayant demandé d'improviser une fugue à 6 voix, Bach répondit qu'une telle improvisation était impossible… Mais en revanche, il l'écrivit et l'envoya au souverain ; cet ensemble de fugues est connue sous le nom de l'Offrande musicale (Musikalisches Opfer).

L'Offrande musicale de Bach au roi-musicien Frédéric II
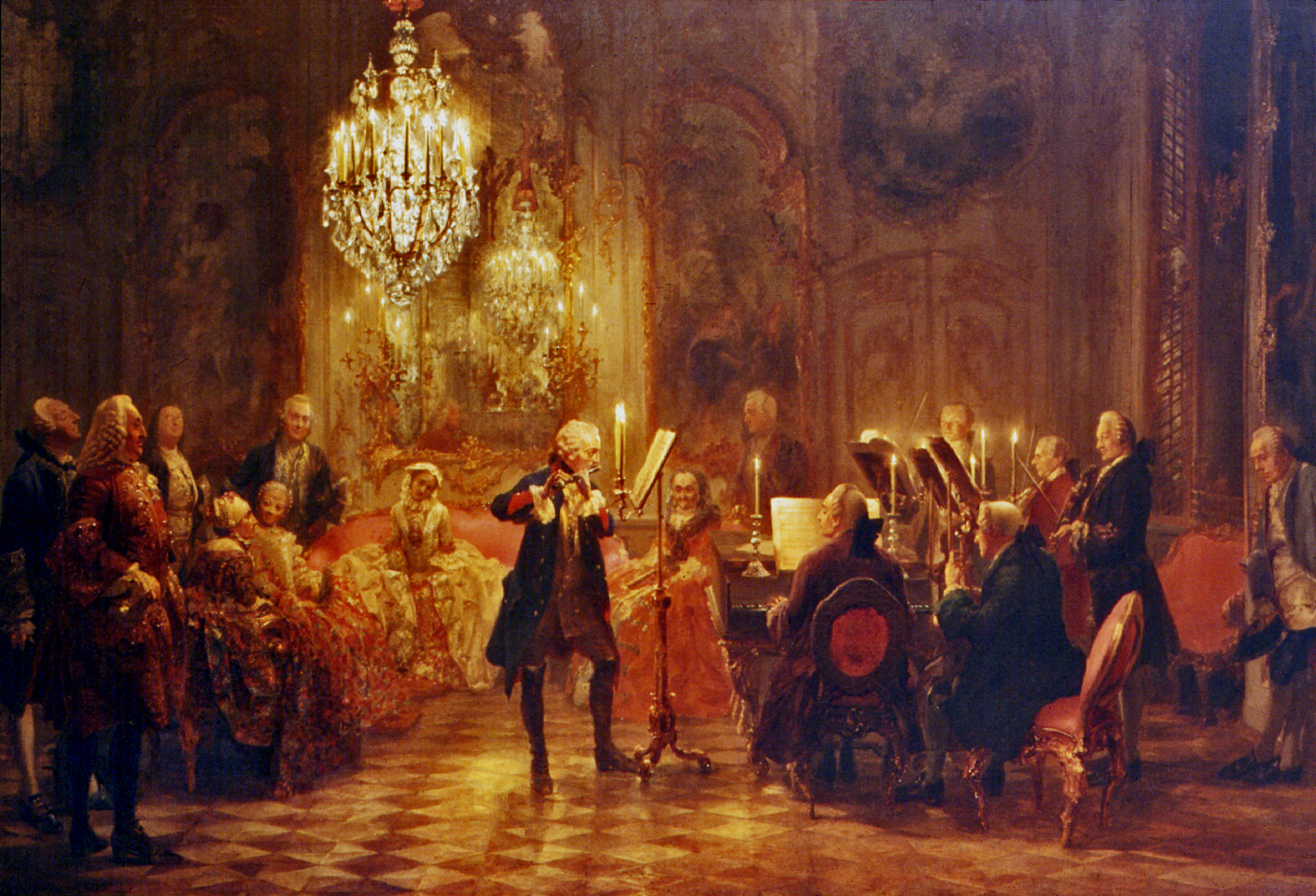
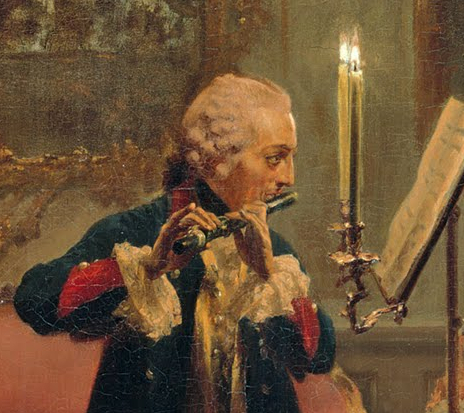

Wolfgang Amadeus Mozart lui-même ne faisait pas exception à cet oubli, jusqu'en 1782 (il a alors 26 ans) où les rencontres musicales organisées par le baron Gottfried van Swieten lui font découvrir une partie de l'œuvre de Bach et les oratorios de Haendel. En 1787, il découvre un motet et s'exclame : « Pour la première fois de ma vie j'apprends quelque chose. » Mozart assimila cet immense héritage, son écriture en fut changée, et les connaissances acquises se retrouvent dans son œuvre. On pense notamment au Requiem, à la symphonie « Jupiter » (la 41e), dont le quatrième mouvement est une combinaison de forme sonate et de fugue à cinq voix écrite en contrepoint renversable ou à certains passages de La Flûte enchantée.
Ludwig van Beethoven connaissait bien l'œuvre pour clavier de Bach et, jeune, il en jouait une grande partie par cœur. Il a pris exemple sur les Variations Goldberg pour composer ses trente-trois Variations Diabelli pour piano. Vers la fin de sa vie, Beethoven étudia aussi la grande Messe en si mineur. Il s'inspira ensuite de l'art du contrepoint de Bach pour composer sa Missa Solemnis, qu'il considérait comme sa plus grande œuvre.

### Renouveau auXIXesiècle

Felix Mendelssohn.

Ce n'est que le 11 mars 1829 que Felix Mendelssohn fit rejouer la Passion selon saint Matthieu à Berlin ; elle fut rejouée plusieurs fois. Il permit ainsi de redécouvrir, au XIXe siècle, le compositeur oublié. L'œuvre est publiée l'année suivante.
Les romantiques, surtout allemands, ont alors repris cet héritage, en l'adaptant aux goûts du XIXe siècle, et particulièrement Brahms, à Vienne. Même le Tristan et Isolde de Richard Wagner, où l'étude attentive de l'Art de la fugue transparaît (notamment dans le Prélude[réf. souhaitée]), montre l'influence de Bach. Schoenberg voit même en Bach un précurseur de ses théories, et même si l'on peut contester cette déclaration, le novateur viennois a écrit sur Bach des pages passionnantes dans ses nombreux essais.
Cette renaissance est favorisée par deux tendances dominantes de l'époque : le Mouvement national-allemand et le mouvement romantique, intimement liés. En témoigne déjà le sous-titre de l'ouvrage de Forkel (1802) où figurent : « patriotiques » et « véritable » art musical, en opposition à l'art italien…

### Grand retour
Depuis, son œuvre reste une référence incontournable pour l'ensemble de la musique occidentale. Il semble même que l'enthousiasme gagne l'Asie, et particulièrement le Japon. Voici quelques exemples de cette vénération dont jouit la musique de Bach depuis le XIXe siècle jusqu'à nos jours : 
Le chef d'orchestre, Wilhelm Furtwängler, dont le nom est pourtant souvent associé à celui de Beethoven, déclare à la fin de sa vie :

« Aujourd'hui comme autrefois, Bach est le saint qui trône, inaccessible, au-dessus des nuages. [...] Bach fut le plus grand des musiciens, l'Homère de la musique, dont la lumière resplendit au ciel de l'Europe musicale et, qu'en un sens, nous n'avons toujours pas dépassé. »

Une autre citation célèbre — quasiment une boutade à l'humour paradoxal — renverse la perspective de la religiosité de Bach et de sa fameuse signature luthérienne Soli Deo Gloria (« à Dieu seul la gloire ») : ce faisant, elle souligne le génie créateur du compositeur, et la profondeur (nonobstant la complexité) de sa musique ; elle réaffirme ainsi la dimension spirituelle et l'impression métaphysique sensible, palpable et comme incarnée qu'inspire jusqu'au mystère pour son auditeur l'écoute, et pour les musiciens l'interprétation de la musique de Bach qui rendrait presque concrets et perceptibles le sens et l'harmonie de l'univers, la présence silencieuse de Dieu : 

« Sans Bach, la théologie serait sans objet, la Création : fictive, le néant : péremptoire. S'il y a quelqu'un qui doit tout à Bach, c'est bien Dieu. »,

— (Emil Cioran)
Ainsi Bach aura en effet bien œuvré « pour la seule gloire de Dieu » selon son vœu de toujours, et Cioran l'a comme « retournée à l'envoyeur »...

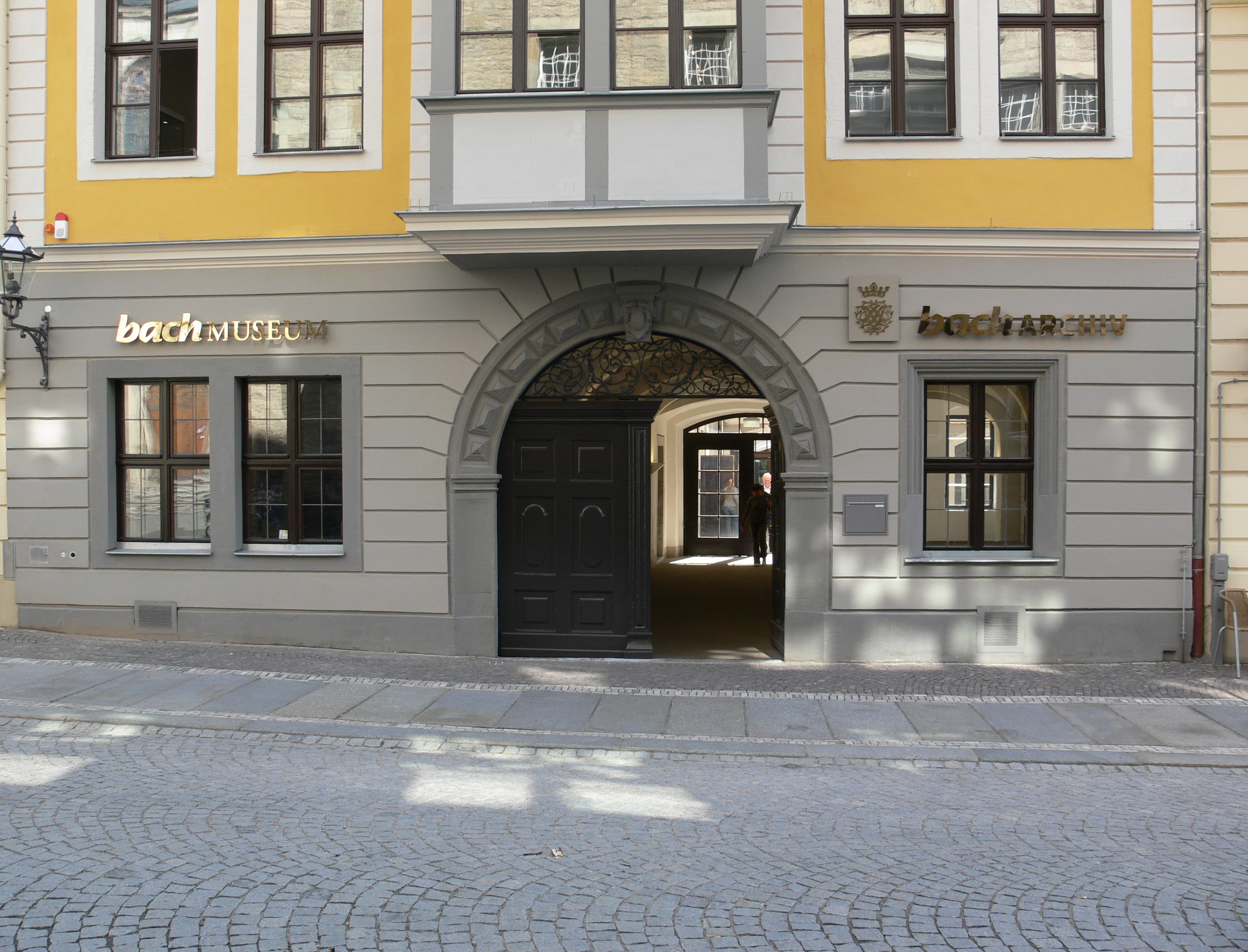
Le musée Bach de Leipzig. Siège également des archives du musicien, depuis 1985.

À son tour, la philosophe Simone Weil exprime ainsi l'inspiration profondément spiritualiste et le vecteur de mysticisme qu'offre la musique de Bach : « quand on écoute du Bach ou une mélodie grégorienne, toutes les facultés de l’âme se taisent et se tendent pour appréhender cette chose parfaitement belle, chacune à sa façon. L’intelligence entre autres ; elle n’y trouve rien à affirmer et à nier, mais elle s’en nourrit. La foi ne doit-elle pas être une adhésion de cette espèce ? On dégrade les mystères de la foi en en faisant un objet d’affirmation ou de négation, alors qu’ils doivent être un objet de contemplation ».  
Le culte dont Bach fait l'objet a pu susciter l'ironie de Berlioz : « On adore Bach, et on croit en lui, sans supposer un instant que sa divinité puisse jamais être mise en question ; un hérétique ferait horreur, il est même défendu d’en parler. Bach, c’est Bach, comme Dieu c’est Dieu. »,
Dans les années 1930 à Leipzig, une nouvelle approche de la lecture des œuvres de Bach va être initiée par Karl Straube avec des effectifs instrumentaux et choraux moins imposants que ceux des interprétations du XIXe siècle ; Straube va aussi jouer les œuvres dites théoriques comme l'Art de la fugue (avec orchestre toutefois), tout comme Hermann Scherchen après lui.
L'aboutissement de ce « renouveau baroque » se retrouve à partir des années 1950, avec des interprètes tels que Jean-François Paillard et Marie-Claire Alain qui, au sein de la jeune firme Erato, vont permettre à un public de masse de goûter à la musique du cantor, d'abord en France, puis en Europe, aux États-Unis, et au Japon. En Allemagne, Karl Richter acquit une audience internationale avec les œuvres religieuses de J.-S. Bach. D'autres musiciens, tel Glenn Gould, proposèrent également une autre approche de Bach en mettant l'accent sur la sensibilité, la lisibilité des lignes contrapuntiques et la clarté de l'articulation. Au début des années 1950, Wolfgang Schmieder établit un catalogue thématique des œuvres de Jean-Sébastien Bach, le Bach-Werke-Verzeichnis (Catalogue des œuvres de Bach), désigné couramment par le sigle BWV qui a été mis à jour par une seconde édition en 1990. Dans les années 1960, le renouveau baroque, avec Gustav Leonhardt, Nikolaus Harnoncourt, puis John Eliot Gardiner et leurs nombreux disciples, renouvelèrent l'interprétation en proposant de revenir aux effectifs, aux tempi, à l'ornementation d'origine, ainsi qu'aux instruments d'époque et à leur jeu baroque (cordage, archet…).
Ajoutons enfin que cette musique, même revisitée (par Jacques Loussier, Wendy Carlos, Keith Jarrett, les Swingle Singers ou Édouard Ferlet), transposée, voire utilisée comme standard de jazz, comme elle l'est fréquemment depuis plus de cinquante ans, garde ses propriétés esthétiques et son mystère, comme si la richesse de sa structure rendait le reste accessoire.

### Jean-Sébastien Bach et le jazz
La musique de Jean-Sébastien Bach a été transposée dans un registre swing ou improvisé par de nombreux artistes de jazz, de Jacques Loussier à Keith Jarrett en passant par Édouard Ferlet, Marc Matthys, Matt Herskowitz ou Eugen Cicero. Dans toutes ces "jazzifications" du répertoire de Jean-Sébastien Bach, on constate souvent une grande liberté dans le choix des tempi.
Pour certains analystes, les morceaux de Jean-Sébastien Bach swinguent déjà naturellement grâce notamment à une ligne de basse toujours bien présente. Lors de l'enregistrement de quatre concertos pour clavier et orchestre parmi les plus célèbres de Jean-Sébastien Bach par le pianiste David Fray, alors accompagné par l’Orchestre de Chambre de Brême, on peut l'entendre demander aux musiciens de « swinguer et chanter » avec leur instrument. La notion de swing est en réalité élargie. Le swing pouvant être fortement accentué ou très léger, il finit par être une sorte de repère et est employé pour caractériser une expression musicale que l'on voudrait associer au jazz ou à des éléments du jazz. Lors des interprétations de morceaux de Jean-Sébastien Bach en version jazz, certains démarrent directement avec un swing clair. D’autres réalisent le morceau assez fidèlement aux versions connues avant de basculer dans une interprétation aux couleurs jazz. L'expressivité est un des éléments qui donne cette « couleur jazz » . C'est une manière de traiter le son et de le rendre vivant qui va être présentée comme jazz. L'improvisation va également donner un aspect jazz à ces interprétations bien que ce ne soit pas uniquement l'apanage du jazz. D’après Édouard Ferlet, qui a repris des compositions de Jean-Sébastien Bach en version jazz, deux points principaux rassemblent la musique baroque et le jazz : la technique et l’improvisation : « Techniquement, il est possible de trouver de nombreux points communs entre la musique baroque et le jazz. Originellement, les cadences sont improvisées en musique baroque, comme les ornementations, l’art de la trille. On improvise ensemble, au sein de petites formations, avec une grande capacité d’écoute. Toutes ces notions ont disparu avec l’arrivée de l’ère classique et ses grands orchestres où tout est plus contrôlé dans l’écriture. C’est aussi avec la période classique qu’apparaît le vibrato, alors que dans le répertoire baroque, on recherche un son brut et droit, comme dans le jazz. » En effet, bien avant Jean-Sébastien Bach, les musiciens improvisaient sur une basse continue, ce qui préfigure en quelque sorte la grille d’harmonie des musiciens de jazz.
Certains voient dans la musique de Jean-Sébastien Bach un caractère dansant, une puissance mélodique et une charpente harmonique qui s’adaptent particulièrement bien à l’univers du jazz. Un élément qui pourrait expliquer le succès du répertoire de Jean-Sébastien Bach auprès des musiciens de jazz est la musicalité de celui-ci. Ses compositions sont souvent très riches et claires harmoniquement. Elles transportent l’auditeur vers une sensation de liberté souvent chère au jazzman. Pour Jean-Christian Michel, « La richesse du contrepoint se prête admirablement bien à une interprétation en 4/4 et l'accentuation des temps faibles (2e et 4e) galvanisent la pulsation. Écoutez, vous verrez que la musique de Jean-Sébastien BACH, adaptée en Jazz, ne trahit pas l'esprit du compositeur : La musique de Jean-Sébastien BACH recèle des trésors de modernité et de swing ! ». Pour Jean-Frédéric Neuburger, la base harmonique est simple chez Jean-Sébastien Bach, c’est « la base idéale pour faire un tube. On peut facilement ajouter des instruments, un solo de saxophone... » . C'est d'ailleurs bien ce qu'avait réalisé Charles Gounod avec l'Ave Maria en improvisant au piano au-dessus du très célèbre premier prélude du premier livre du Clavier bien tempéré de Jean-Sébastien Bach.
Le mérite de tous ces artistes est d’avoir su construire des passerelles entre deux mondes souvent bien distincts, pour le public comme pour les musiciens. « J’aime jouer avec Bach » disait Jacques Loussier. Il est l’un des premiers a opérer un tel crossover et son Trio Play Bach propulse véritablement sa carrière, l’amenant à reprendre d’autres grands thèmes de célèbres compositeurs. Il n'y a pas que les pianistes qui se plaisent à reprendre du Jean-Sébastien Bach. Django Reinhardt, lui aussi, rend hommage au compositeur, reprenant le premier mouvement du Concerto en ré mineur dans un swing manouche énergique avec une improvisation du violoniste. Côté vocal, des chanteurs jazz s'amusent à reprendre le répertoire de Jean-Sébastien Bach en version scatée (jazz vocal). Bobby McFerrin conseille d'ailleurs cette pratique aux chanteurs pour travailler l'intonation et en fait régulièrement la démonstration. Les Swingle Singers, groupe vocal, sont aussi connus pour leurs arrangements en scat d'airs instrumentaux classiques et de Jean-Sébastien Bach.
Bien sûr les liens, influences et échanges musicaux ont toujours eu lieu. La musique jazz n’aurait d’ailleurs pas pu exister sans l’héritage musical européen. Cette réalité historique de l’interdépendance culturelle entre blancs et noirs est toujours source d’inspiration. C’est ce qui a poussé le saxophoniste français Raphaël Imbert à faire « découvrir les liens qui unissent Jean-Sébastien Bach et John Coltrane. Un sacré défi qui fait finalement davantage appel à l’improvisation qu’à la spiritualité. Oser une telle fusion entre deux mondes dits antagonistes n’est pas qu’un exercice de style. C’est l’affirmation que le dialogue, entre deux idiomes musicaux, est possible et souhaitable à une époque où les divisions l’emportent sur la concorde », d’après Joe Farmer.
Pour rapprocher la musique baroque de Bach et le jazz, on peut également envisager l’aspect religieux. Selon Jean-Frédéric Neuburger, « Le style de Bach, qui réunit les influences baroques de son temps, vient de sa foi. Tout comme, aux origines, le jazz chante la foi des musiciens noirs du XIXe siècle. ». Cet aspect plus philosophique pourrait même nous faire dire que c’est l’objectif de composition qui rapproche Jean-Sébastien Bach et le jazz. Jean-Sébastien Bach, « C'est l'art d'utiliser les tonalités, d'inventer des variations sur une mélodie donnée », selon Jean-Marie Bellec, professeur de jazz au conservatoire de Nantes. Cette définition de la musique du compositeur pourrait aussi convenir pour caractériser la musique jazz.

### Bach dans les autres musiques populaires
Jean-Sébastien Bach est aussi associé à d’autres styles que le jazz, avec des mélismes orientaux et des rythmes guadeloupéens pour Édouard Ferlet ou avec de la musique électronique pour Wendy Carlos. Côté chanson française, la chanteuse Maurane ajoute des paroles sur le 1er prélude du Clavier bien tempéré (BWV 846) dans Sur un prélude de Bach, mais aussi sur le 1er mouvement (Allegro) du Concerto pour violon en la mineur (BWV 1041) dans Concerto pour Arnould. Côté rock, Nicolas Godin démarre à chaque fois d'une composition de Bach pour réaliser les titres de son album Contrepoint, et le groupe Jethro Tull rend célèbre la Bourrée de la Suite pour luth no 1 en mi mineur (BWV 996) avec l'adaptation à la flûte traversière jouée par son leader, Ian Anderson,.
Les pièces de Bach les plus reprises ou adaptées dans les musiques modernes sont : l'Air de l'Ouverture no 3 en ré majeur (dont l'harmonie inspire la célèbre chanson A Whiter Shade of Pale de Procol Harum de 1967) ; la Toccata et fugue en ré mineur (BWV 565) pour orgue ; Le Prélude no 1 en do majeur (BWV 846), extrait du 1er livre du Clavier bien tempéré ; le chœur final Jesus bleibet meine Freud (« Jésus que ma joie demeure ») de la cantate Herz und Mund und Tat und Leben (BWV 147) ; la Badinerie de l'Ouverture no 2 en si mineur (BWV 1067).

## Œuvres de Jean-Sébastien Bach

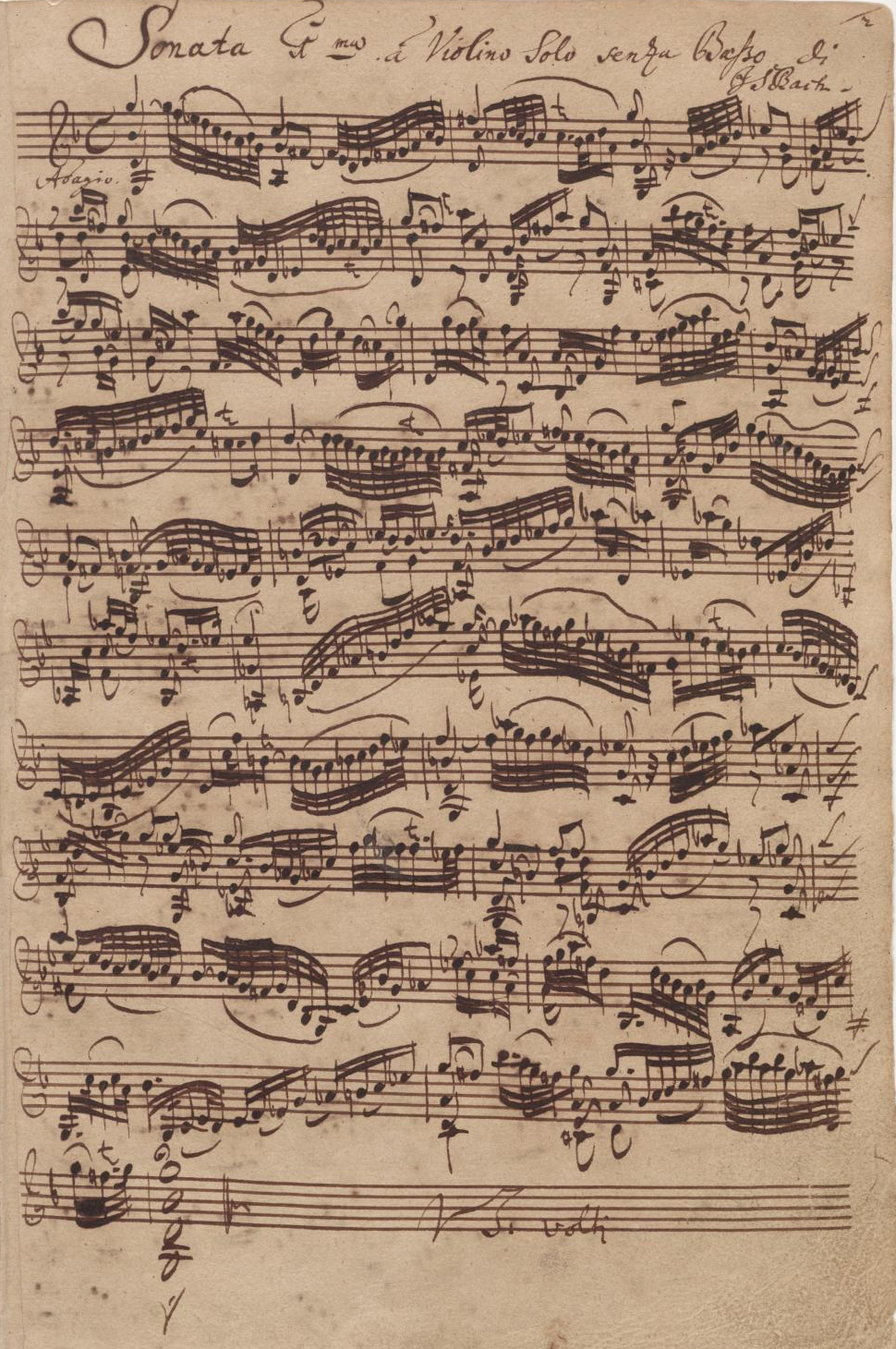
Sonate pour violon no 1 en sol mineur, BWV 1001 (manuscrit autographe).

### Catalogue BWV
En 1950, le musicologue allemand Wolfgang Schmieder publie un catalogue des compositions de Jean-Sébastien Bach, le Bach-Werke-Verzeichnis « BWV » (catalogue des œuvres de Bach) reprenant diverses publications notamment issues de la Bach-Gesellschaft-Ausgabe (les éditions de la société Bach) depuis 1850. Les œuvres, au nombre de 1080 lors de la première édition, sont classées par genre et non par ordre chronologique, c'est un catalogue thématique composé de 14 sections :
1. Cantates, BWV 1–224.
2. Motets, BWV 225–231.
3. Messes et Magnificat, BWV 232–243.
4. Passions et oratorios, BWV 244–249.
5. Chorals à quatre voix, BWV 250–438.
6. Airs et mélodies, BWV 439–524.
7. Œuvres pour orgue, BWV 525–771.
8. Œuvres pour clavier, BWV 772–994.
9. Œuvres pour luth, BWV 995–1000.
10. Musique de chambre, BWV 1001–1040.
11. Concertos, BWV 1041–1065.
12. Ouvertures pour orchestre, BWV 1066–1071.
13. Canons, BWV 1072–1078.
14. Œuvres théoriques, BWV 1079–1080.

Chaque œuvre reçoit un numéro unique, précédé de l'abréviation BWV, qui permet une identification sans ambiguïté et de situer sa place dans l'œuvre globale de Bach. Ce système de classification a été adopté dans le monde entier, devenant la référence pour les interprètes, les musicologues et les éditeurs.
Une deuxième édition est publiée en 1990, une troisième en 1998 et une quatrième en 2024.

### Compositions remarquables

#### Œuvres vocales
- Cantates BWV 4, BWV 9, BWV 21, BWV 35, BWV 51, BWV 56, BWV 78, BWV 82, BWV 106, BWV 127, BWV 136, BWV 140 (Cantate du Veilleur), BWV 146, BWV 147 (Que ma joie demeure), BWV 177, BWV 198 (Trauer-Ode), BWV 201, BWV 205, BWV 208, BWV 211 et BWV 212.
- Motets BWV 225 à BWV 231.
- Messe en si mineur BWV 232.
- Magnificat BWV 243.
- Passion selon saint Matthieu BWV 244.
- Passion selon saint Jean BWV 245.
- Oratorios de Noël BWV 248, de Pâques BWV 249, de l'Ascension BWV 11.

#### Œuvres pour orgue
- Six Sonates en trio BWV 525-530.
- De nombreux préludes, fantaisies, toccatas et fugues (dont la Toccata et fugue en ré mineur pour orgue BWV 565 et autres couples de préludes et fugues ou de fantaisies et fugues comme BWV 534, 538 « Dorienne »), 541, 542 « Grande », 543, 544, 545, 546, 548, 564 (Toccata, adagio et fugue).
- Plusieurs pièces diverses (fugues, préludes, trios, pastorale, canzona, etc.) dont la Passacaille et fugue en do mineur BWV 582.
- Cinq concertos pour orgue (transcriptions) BWV 592-596 dont le Concerto en la mineur BWV 593.
- Les chorals de l'Orgelbüchlein (Petit livre d'orgue) BWV 599-644.
- Les six Chorals Schübler BWV 645-650 dont Wachet auf, ruft uns die Stimme BWV 645.
- Les Chorals de Leipzig BWV 651-668 dont Schmücke dich, o liebe Seele BWV 654 et Nun komm der Heiden Heiland BWV 659.
- La troisième partie de la Clavierübung (Messe luthérienne) BWV 552, 669-689 et 802-805.

#### Clavecin

La signature musicale de Bach : B.A.C.H qui correspond aux notes si-bémol – la – ut – si-bécarre en notation allemande.

- Inventions et sinfonies BWV 772–801.
- Les six Suites anglaises BWV 806–811.
- Les six Suites françaises BWV 812–817.
- Les six partitas pour clavecin BWV 825–830.
- Le Clavier bien tempéré BWV 846–893.
- Fantaisie chromatique et fugue BWV 903.
- Sept toccatas BWV 910-916.
- Concerto italien BWV 971.
- Variations Goldberg BWV 988.
- L'Art de la fugue BWV 1080.

#### Musique de chambre
- Sonates et partitas pour violon seul BWV 1001–1006.
- Suites pour violoncelle seul BWV 1007–1012.
- Partita pour flûte seule BWV 1013 et Sonates pour flûte BWV 1030–BWV 1035.
- L'Offrande musicale BWV 1079.

#### Orchestre et concertos
- Concertos pour violon BWV 1041, BWV 1042, BWV 1043.
- Les six Concertos brandebourgeois BWV 1046–1051.
- Concertos pour clavecin BWV 1052–1065.
- Suites pour orchestre BWV 1066–1069.

### Généalogie
|  |                                                                               |  |  |  |  |  |  |  |  |  |  |  |  |  |  |  |
|  | Veit BACH (1520 en Hongrie ?-1619) : meunier                                  |  |  |  |  |  |  |  |  |  |  |  |  |  |  |  |
|  |                                                                               |  |  |  |  |  |  |  |  |  |  |  |  |  |  |  |
|  |                                                                               |  |  |  |  |  |  |  |  |  |  |  |  |  |  |  |
|  | Johannes Hans BACH (1580-1626) : violoniste, Alta cappella                    |  |  |  |  |  |  |  |  |  |  |  |  |  |  |  |
|  |                                                                               |  |  |  |  |  |  |  |  |  |  |  |  |  |  |  |
|  |                                                                               |  |  |  |  |  |  |  |  |  |  |  |  |  |  |  |
|  | ? (1563-?)                                                                    |  |  |  |  |  |  |  |  |  |  |  |  |  |  |  |
|  |                                                                               |  |  |  |  |  |  |  |  |  |  |  |  |  |  |  |
|  |                                                                               |  |  |  |  |  |  |  |  |  |  |  |  |  |  |  |
|  | Christoph BACH (1613-1661) : musicien                                         |  |  |  |  |  |  |  |  |  |  |  |  |  |  |  |
|  |                                                                               |  |  |  |  |  |  |  |  |  |  |  |  |  |  |  |
|  |                                                                               |  |  |  |  |  |  |  |  |  |  |  |  |  |  |  |
|  | Hein SCHMIED (?-1632)                                                         |  |  |  |  |  |  |  |  |  |  |  |  |  |  |  |
|  |                                                                               |  |  |  |  |  |  |  |  |  |  |  |  |  |  |  |
|  |                                                                               |  |  |  |  |  |  |  |  |  |  |  |  |  |  |  |
|  | Anna SCHMIED (1578/1580?-1635)                                                |  |  |  |  |  |  |  |  |  |  |  |  |  |  |  |
|  |                                                                               |  |  |  |  |  |  |  |  |  |  |  |  |  |  |  |
|  |                                                                               |  |  |  |  |  |  |  |  |  |  |  |  |  |  |  |
|  | 19                                                                            |  |  |  |  |  |  |  |  |  |  |  |  |  |  |  |
|  |                                                                               |  |  |  |  |  |  |  |  |  |  |  |  |  |  |  |
|  |                                                                               |  |  |  |  |  |  |  |  |  |  |  |  |  |  |  |
|  | Johann Ambrosius BACH (1645-1695) : musicien de ville et trompettiste de cour |  |  |  |  |  |  |  |  |  |  |  |  |  |  |  |
|  |                                                                               |  |  |  |  |  |  |  |  |  |  |  |  |  |  |  |
|  |                                                                               |  |  |  |  |  |  |  |  |  |  |  |  |  |  |  |
|  | ? GRABLER (?-?)                                                               |  |  |  |  |  |  |  |  |  |  |  |  |  |  |  |
|  |                                                                               |  |  |  |  |  |  |  |  |  |  |  |  |  |  |  |
|  |                                                                               |  |  |  |  |  |  |  |  |  |  |  |  |  |  |  |
|  | Martin GRABLER (1588-?) : fermier, Stadtpfeifer (joueur de fifre)             |  |  |  |  |  |  |  |  |  |  |  |  |  |  |  |
|  |                                                                               |  |  |  |  |  |  |  |  |  |  |  |  |  |  |  |
|  |                                                                               |  |  |  |  |  |  |  |  |  |  |  |  |  |  |  |
|  | 21                                                                            |  |  |  |  |  |  |  |  |  |  |  |  |  |  |  |
|  |                                                                               |  |  |  |  |  |  |  |  |  |  |  |  |  |  |  |
|  |                                                                               |  |  |  |  |  |  |  |  |  |  |  |  |  |  |  |
|  | Maria Magdalena GRABLER (1614/1616?-1661)                                     |  |  |  |  |  |  |  |  |  |  |  |  |  |  |  |
|  |                                                                               |  |  |  |  |  |  |  |  |  |  |  |  |  |  |  |
|  |                                                                               |  |  |  |  |  |  |  |  |  |  |  |  |  |  |  |
|  | 22                                                                            |  |  |  |  |  |  |  |  |  |  |  |  |  |  |  |
|  |                                                                               |  |  |  |  |  |  |  |  |  |  |  |  |  |  |  |
|  |                                                                               |  |  |  |  |  |  |  |  |  |  |  |  |  |  |  |
|  | ? (1593-?)                                                                    |  |  |  |  |  |  |  |  |  |  |  |  |  |  |  |
|  |                                                                               |  |  |  |  |  |  |  |  |  |  |  |  |  |  |  |
|  |                                                                               |  |  |  |  |  |  |  |  |  |  |  |  |  |  |  |
|  | 23                                                                            |  |  |  |  |  |  |  |  |  |  |  |  |  |  |  |
|  |                                                                               |  |  |  |  |  |  |  |  |  |  |  |  |  |  |  |
|  |                                                                               |  |  |  |  |  |  |  |  |  |  |  |  |  |  |  |
|  | Jean-Sébastien BACH (1685-1750)                                               |  |  |  |  |  |  |  |  |  |  |  |  |  |  |  |
|  |                                                                               |  |  |  |  |  |  |  |  |  |  |  |  |  |  |  |
|  |                                                                               |  |  |  |  |  |  |  |  |  |  |  |  |  |  |  |
|  | Valentin LÄMMERHIRT (1555-1640)                                               |  |  |  |  |  |  |  |  |  |  |  |  |  |  |  |
|  |                                                                               |  |  |  |  |  |  |  |  |  |  |  |  |  |  |  |
|  |                                                                               |  |  |  |  |  |  |  |  |  |  |  |  |  |  |  |
|  | Valentin LÄMMERHIRT (1590-1646)                                               |  |  |  |  |  |  |  |  |  |  |  |  |  |  |  |
|  |                                                                               |  |  |  |  |  |  |  |  |  |  |  |  |  |  |  |
|  |                                                                               |  |  |  |  |  |  |  |  |  |  |  |  |  |  |  |
|  | Urtey BRÜLL (1555-1625)                                                       |  |  |  |  |  |  |  |  |  |  |  |  |  |  |  |
|  |                                                                               |  |  |  |  |  |  |  |  |  |  |  |  |  |  |  |
|  |                                                                               |  |  |  |  |  |  |  |  |  |  |  |  |  |  |  |
|  | Valentin LÄMMERHIRT (1610/1618?-1665)                                         |  |  |  |  |  |  |  |  |  |  |  |  |  |  |  |
|  |                                                                               |  |  |  |  |  |  |  |  |  |  |  |  |  |  |  |
|  |                                                                               |  |  |  |  |  |  |  |  |  |  |  |  |  |  |  |
|  | 26                                                                            |  |  |  |  |  |  |  |  |  |  |  |  |  |  |  |
|  |                                                                               |  |  |  |  |  |  |  |  |  |  |  |  |  |  |  |
|  |                                                                               |  |  |  |  |  |  |  |  |  |  |  |  |  |  |  |
|  | 13                                                                            |  |  |  |  |  |  |  |  |  |  |  |  |  |  |  |
|  |                                                                               |  |  |  |  |  |  |  |  |  |  |  |  |  |  |  |
|  |                                                                               |  |  |  |  |  |  |  |  |  |  |  |  |  |  |  |
|  | 27                                                                            |  |  |  |  |  |  |  |  |  |  |  |  |  |  |  |
|  |                                                                               |  |  |  |  |  |  |  |  |  |  |  |  |  |  |  |
|  |                                                                               |  |  |  |  |  |  |  |  |  |  |  |  |  |  |  |
|  | Maria Elisabeth (KOCH) LÄMMERHIRT (1644-1694)                                 |  |  |  |  |  |  |  |  |  |  |  |  |  |  |  |
|  |                                                                               |  |  |  |  |  |  |  |  |  |  |  |  |  |  |  |
|  |                                                                               |  |  |  |  |  |  |  |  |  |  |  |  |  |  |  |
|  | 28                                                                            |  |  |  |  |  |  |  |  |  |  |  |  |  |  |  |
|  |                                                                               |  |  |  |  |  |  |  |  |  |  |  |  |  |  |  |
|  |                                                                               |  |  |  |  |  |  |  |  |  |  |  |  |  |  |  |
|  | 14                                                                            |  |  |  |  |  |  |  |  |  |  |  |  |  |  |  |
|  |                                                                               |  |  |  |  |  |  |  |  |  |  |  |  |  |  |  |
|  |                                                                               |  |  |  |  |  |  |  |  |  |  |  |  |  |  |  |
|  | 29                                                                            |  |  |  |  |  |  |  |  |  |  |  |  |  |  |  |
|  |                                                                               |  |  |  |  |  |  |  |  |  |  |  |  |  |  |  |
|  |                                                                               |  |  |  |  |  |  |  |  |  |  |  |  |  |  |  |
|  | Eva Barbara LÄMMERHIRT (1622-1665/1673? à Eisenach)                           |  |  |  |  |  |  |  |  |  |  |  |  |  |  |  |
|  |                                                                               |  |  |  |  |  |  |  |  |  |  |  |  |  |  |  |
|  |                                                                               |  |  |  |  |  |  |  |  |  |  |  |  |  |  |  |
|  | 30                                                                            |  |  |  |  |  |  |  |  |  |  |  |  |  |  |  |
|  |                                                                               |  |  |  |  |  |  |  |  |  |  |  |  |  |  |  |
|  |                                                                               |  |  |  |  |  |  |  |  |  |  |  |  |  |  |  |
|  | 15                                                                            |  |  |  |  |  |  |  |  |  |  |  |  |  |  |  |
|  |                                                                               |  |  |  |  |  |  |  |  |  |  |  |  |  |  |  |
|  |                                                                               |  |  |  |  |  |  |  |  |  |  |  |  |  |  |  |
|  | 31                                                                            |  |  |  |  |  |  |  |  |  |  |  |  |  |  |  |
|  |                                                                               |  |  |  |  |  |  |  |  |  |  |  |  |  |  |  |
|  |                                                                               |  |  |  |  |  |  |  |  |  |  |  |  |  |  |  |

Sources :
Geni.com, Ancestry.com, FamilySearch.org, AhnenForschung.net, MartinSchlu.de, Archive.org

#### Ouvrages anciens et compilations
- Johann Nikolaus Forkel (trad. Félix Grenier), Vie, talents et travaux de Jean-Sébastien Bach, Paris, J. Baur, 1876, 287 p. (OCLC 12299063, BNF 42992389, lire en ligne [PDF])Première biographie du compositeur. Traduction de : Über Johann Sebastian Bachs Leben, Kunst und Kunstwerke (1802)(texte sur Wikisource)
- William Cart, Jean-Sébastien Bach, Les Perséides, 2012, réédition d'un ouvrage de 1885.
- Albert Schweitzer (préf. Charles-Marie Widor), Jean-Sébastien Bach : Le musicien-poète, Leipzig, Breitkopf & Härtel, 1905 (OCLC 422249368, lire en ligne)
- Gilles Cantagrel (trad. de l'allemand), Bach en son temps : documents de J.S. Bach, de ses contemporains et de divers témoins du XVIIIe siècle, suivis de la première biographie sur le compositeur publiée par J.N. Forkel en 1802, Paris, Fayard, 1997 (1re éd. 1982), 658 p. (ISBN 2-213-60007-4, OCLC 38827650, BNF 36698655, lire en ligne). Composé de 405 documents d'époque auquel s'ajoute la biographie de Forkel.

#### Ouvrages modernes
- Karl et Irène Geiringer, Bach et sa famille : sept générations de génies créateurs. Buchet/Chastel, 1979 (1re éd. 1955, éd. Corrêa). (OCLC 757663641)
- Luc-André Marcel, Bach, Paris, Seuil, coll. « Microcosme / Solfèges » (no 19), 1961, 188 p.
- Adrien Rougier, Les Orgues de Jean-Sébastien Bach, Roudil Frères, Lyon, 1964.
- Roland de Candé, Jean-Sébastien Bach, Paris, Seuil, novembre 1984, 493 p. (ISBN 2-02-008505-4, OCLC 319750728, BNF 34763585).
- Alberto Basso (trad. de l'italien par Hélène Pasquier), Jean-Sébastien Bach, vol. I : 1685–1723, Paris, Fayard, octobre 1984, 844 p. (ISBN 2-213-01407-8).
- Alberto Basso (trad. de l'italien par Hélène Pasquier), Jean-Sébastien Bach, vol. II : 1723–1750, Paris, Fayard, décembre 1985, 1072 p. (ISBN 2-213-01649-6).
- Tim Dowley (adaptation française de Marie-José Lamorlette), Bach, Paris, Éditions Gründ, coll. « Grands compositeurs », 1990, 96 p. (ISBN 2-7000-5504-7, OCLC 671797896, BNF 35081803).
- Philippe Zwang, Jean-Sébastien Bach, Paris, Librairie Honoré Champion, Éditeur, 1990
- Paule du Bouchet, Magnificat : Jean-Sébastien Bach, le cantor, Paris, Gallimard, coll. « Découvertes » (no 116), 1991, 192 p. (ISBN 2-07-053144-9, OCLC 24870499, BNF 35474982).
- Alberto Basso, Redécouvrir Jean-Sébastien Bach. Harmonia Mundi, 1997
- Gilles Cantagrel, Le Moulin et la rivière : air et variations sur Bach, Paris, Éditions Fayard, coll. « Les chemins de la musique », 1998, 664 p. (ISBN 2-213-60128-3, OCLC 467090761, BNF 36709207). ouvrage couronné par l'Académie Charles-Cros et l'Académie des beaux-arts
- Davitt Moroney & Dennis Collins, Bach, une Vie. Éditions Actes Sud, 2000, rééd. 2003,  (ISBN 2-742741577)
- Jean Pierre Grivois, Moi JSB, Biographie du compositeur à la première personne. Éd. Héloïse d'Ormesson, 2005
- Martin Petzoldt (trad. de l'allemand par Élise et Philippe Lesage, préf. Gilles Cantagrel), Ce 21 mars 1745, Jean-Sébastien Bach… [« Ioanni Sebastiano sexagenario. Eine Erzählung um den sechzigsten Geburtstag Johann Sebastian Bachs »], Troinex/Drize, Éditions Papillon Rouge, coll. « 7e note », 2008, 111 p. (ISBN 978-2-940310-33-3 et 2-940310-33-5, OCLC 428250288, BNF 42638503)
- Jean-Luc Delut, Chercheur d'Éternité Jean-Sébastien Bach L'Harmattan, 2009.  (ISBN 978-2-296-07958-8)
- Bertrand Dermoncourt (dir.) et Rinaldo Alessandrini, Tout Bach, Paris, Éditions Robert Laffont, coll. « Bouquins », 2009, 895 p. (ISBN 978-2-221-10991-5, OCLC 705761285, BNF 42108828).
- Marc Leboucher, Bach, Paris, Gallimard, coll. « Folio biographies » (no 102), 2013, 375 p. (ISBN 978-2-07-044749-7 et 2-07-044749-9, OCLC 993639763, BNF 43628812)
- John Eliot Gardiner (trad. de l'anglais par Laurent Cantagrel et Dennis Collins), Musique au château du ciel : Un portrait de Jean-Sébastien Bach [« Music in the castle of Heaven: a portrait of Johann Sebastian Bach »], Paris, Flammarion, 2014, 747 p. (ISBN 978-2-08-133489-2, 9782081350236 et 2-08-133489-5, OCLC 897000905, BNF 44237212)
- Éric Lebrun, Johann Sebastian Bach, Paris, Bleu nuit éditeur, collection Horizons, 2016, 176 p.  (ISBN 978-2-35884-063-7)

##### Analyse et interprétations
- (en) David Schulenberg (éd.), The music of J. S. Bach : Analysis and interpretation, Paris, University of Nebraska Press, coll. « Bach perspectives » (no 4), 1999, x-208 (ISBN 0-8032-1051-5, OCLC 41887310, lire en ligne)
- (en) Dorottya Fabian, Bach Performance Practice, 1945–1975 : A Comprehensive Review of Sound Recordings and Literature, Routledge, 2018, 328 p. (présentation en ligne)

### Filmographie
- Friedemann Bach, le musicien errant. Réal. : Traugott Müller, Allemagne, 1941. Film qui évoque le thème du fils prodigue et de sa disgrâce. On y voit Johann Sebastian Bach donner une leçon à ses élèves.
- Chronique d'Anna Magdalena Bach. Réal. : Jean-Marie Straub et Danièle Huillet, Allemagne, 1967. Gustav Leonhardt joue le rôle du compositeur et interprète sa musique[118].
- Johann Sebastian Bach, the Cantor of Saint Thomas's. Réal. : Colin Nears, Grande-Bretagne, 1985.
- Mein Name ist Bach, Dominique de Rivaz. : Une fiction qui s'inspire d'un fait divers historique. Mai 1747: Bach part à Potsdam pour le baptême de son petit-fils. Et passe une semaine à la cour du roi Frédéric II de Prusse. Film présenté au festival de Locarno en 2003.
- Il était une fois Jean-Sébastien Bach. Réal. : Jean-Louis Guillermou, 2003. Une évocation de la vie méconnue du Kantor de Leipzig, basée sur les écrits et reconstitutions de son contemporain Forkel.
- Le Silence avant Bach (Die Stille vor Bach). Réal. : Pere Portabella, Espagne, 2007. Méditation sur le temps, l'art et la culture autour de la figure et de l'œuvre de Johann Sebastian Bach.
- Bach – Ein Weihnachtswunder, réalisation de Florian Baxmeyer, Allemagne-Autriche, 2024.

#### Johann Sebastian Bach au cinéma
- « Jean-Sébastien Bach » (présentation), sur l'Internet Movie Database
  - « Jean-Sébastien Bach »(Archive.org • Wikiwix • Archive.is • Google • Que faire ?) en tant que personnage de film sur l’Internet Movie Database
- Musique et cinéma : Jean-Sébastien Bach sur abusdecine.com

#### Théâtre
- Que ma joie demeure ! écrit et joué par Alexandre Astier et mis en scène par Jean-Christophe Hembert. Première représentation : le 5 avril 2012 au Théâtre du Rond-Point.

### Musée et hommage
- Maison de naissance de Jean-Sébastien Bach de Eisenach en Thuringe (musée proche du lieu de naissance disparu du compositeur)
- Statue de Jean-Sébastien Bach a Leipzig
- L'astéroïde (1814) Bach a été nommé en son honneur[119].

## Liens

#### Bases de données et dictionnaires
- Ressources relatives à la musique :   - International Music Score Library Project
  - AllMusic
  - Bait La Zemer Ha-Ivri
  - Bayerisches Musiker-Lexikon Online
  - Carnegie Hall
  - Discografia Nazionale della Canzone Italiana
  - Discography of American Historical Recordings
  - Discogs
  - Grove Music Online
  - Last.fm
  - MGG Online
  - MusicBrainz
  - Musopen
  - Muziekweb
  - Projet Mutopia
  - Répertoire international des sources musicales
  - Songfacts
  - Songkick
  - VGMDb
- Ressources relatives aux beaux-arts :   - AGORHA
  - Bridgeman Art Library
  - British Museum
  - Cooper–Hewitt, Smithsonian Design Museum
  - National Portrait Gallery
  - Nationalmuseum
  - Royal Academy of Arts
  - Te Papa Tongarewa
- Ressources relatives au spectacle :   - Archives suisses des arts de la scène
  - Les Archives du spectacle
  - Internet Broadway Database
  - Kunstenpunt
  - TheatreOnline
- Ressources relatives à l'audiovisuel :   - Filmportal
  - IMDb
  - Unifrance
- Ressource relative à la vie publique :   - Documents diplomatiques suisses 1848-1975
- Ressource relative à plusieurs domaines :   - Radio France
- Ressource relative à la bande dessinée :   - Comic Vine
- Notices dans des dictionnaires ou encyclopédies généralistes :   - Britannica
  - Brockhaus
  - Den Store Danske Encyklopædi
  - Deutsche Biographie
  - E-archiv.li
  - Enciclopedia italiana
  - Enciclopedia De Agostini
  - Enciclopédia Itaú Cultural
  - Gran Enciclopèdia Catalana
  - Hrvatska Enciklopedija
  - Internetowa encyklopedia PWN
  - Larousse
  - Nationalencyklopedin
  - Proleksis enciklopedija
  - Store norske leksikon
  - Treccani
  - Universalis
  - Visuotinė lietuvių enciklopedija
- Notices d'autorité :   - VIAF
  - ISNI
  - BnF (données)
  - IdRef
  - LCCN
  - GND
  - Italie
  - Japon
  - CiNii
  - Espagne
  - Pays-Bas
  - Pologne
  - Israël
  - NUKAT
  - Catalogne
  - Suède
  - Vatican
  - Canada

### Partitions
- Partitions libres de Jean-Sébastien Bach dans Choral Public Domain Library (ChoralWiki)
- Partitions de J.-S. Bach au format Capella